# Guerra contra la Confederación Perú-Boliviana
La guerra contra la Confederación Perú-Boliviana (o guerra de la Confederación Perú-Boliviana) fue un conflicto militar ocurrido principalmente en el territorio de la Confederación Perú-Boliviana y la frontera común entre el Estado Boliviano y la Confederación Argentina, que enfrentó al Ejército Confederado Perú-Boliviano (compuesto por bolivianos y peruanos), comandado por el Protector de la Confederación Perú-Boliviana Andrés de Santa Cruz contra las tropas que tenían como objetivo disolver la Confederación Perú-Boliviana: por un lado, el Ejército Unido Restaurador (compuesto por chilenos y peruanos), comandado por Manuel Blanco Encalada (1836-1837) y Manuel Bulnes (1837-1839), y, por otro lado, la Confederación Argentina, comandada por el encargado de la Confederación homónima Juan Manuel de Rosas. 
Antes de crearse el Ejército Restaurador del Perú y el Ejército Unido Restaurado, Felipe Salaverry tomó el poder ejecutivo del Perú mediante un golpe de Estado y, al mando del Ejército del Perú, se enfrentó al naciente Ejército Confederado Perú-Boliviano en la guerra civil peruana de 1835-1836, la cual culminó con la victoria del Ejército unido y el fusilamiento de Felipe Salaverry, y con esto, la creación de la Confederación Perú-Boliviana.  
Los peruanos restauradores, que fueron desterrados a Chile, deseaban la reunificación del Perú por lo que pidieron el apoyo del Gobierno de Chile, quienes en una primera expedición comandada por el chileno Manuel Blanco Encalada, desembarcaron en Arequipa, pero ante la superioridad del Ejército Confederado, se rinden ante este en Paucarpata y firman el tratado homónimo.  
Simultáneamente, la Confederación Perú-Boliviana se enfrentó a la Confederación Argentina por disputas territoriales sobre Tarija, Salta y Jujuy, en la cual el Ejército Confederado comandada por Otto Philipp Braun, logró prevalecer ante el Ejército del Norte de la Argentina y, entre mayo y junio de 1838, el Ejército Confederado venció a las tropas de Juan Manuel de Rosas en una serie de encuentros menores siendo el más importante el combate de Montenegro, lo cual provocó la retirada argentina de la contienda que, a partir de entonces, mantuvo una postura defensiva. 
No obstante, el Gobierno de Chile desconoció el tratado firmado entre Blanco Encalada y Santa Cruz y manda una segunda expedición, esta vez mucho más numerosa, la cual desembarcaría en Ancón, y cuya llegada coincide con la independencia del Estado Nor-Peruano de la Confederación, la cual ahora pasaría a denominarse República Peruana. Ante el arribo del Ejército Confederado Perú-Boliviano a Lima, los restauradores se retiran al Departamento de Huaylas y esta expedición finalmente culmina con la victoria del Ejército Unido Restaurador en la batalla de Yungay, determinando con esto la disolución de la Confederación Perú-Boliviana y el arrancamiento de Andrés de Santa Cruz del poder que tenía sobre el Perú y Bolivia. La Confederación Argentina quedaba también victoriosa indirectamente, pues Santa Cruz fue derrocado del cargo de presidente de Bolivia por los generales bolivianos José Ballivián y José Miguel de Velasco, este último, tras una disputa de poderes, asume como nuevo presidente de Bolivia negociando la paz y la devolución de Tarija, Salta y Jujuy a la Argentina.

## Antecedentes
Durante la época virreinal, el territorio que constituía la Real Audiencia de Charcas o el Alto Perú, dependiente en un primer momento del Virreinato del Perú, desde 1776 pasó a formar parte del Virreinato del Río de La Plata. Este territorio fue independizado en 1825, naciendo la República de Bolivia. 

### Ideas sobre la unión entre Perú y Bolivia
El proyecto de Federación o Confederación entre los antiguos Alto Perú y Bajo Perú se mantuvo latente durante los primeros años de vida independiente en cada república. De esta manera, líderes de la independencia como Andrés de Santa Cruz y Agustín Gamarra favorecían estas ideas, siendo la principal diferencia entre ambos, el control político de la unión. Santa Cruz proponía una Confederación Perú-Boliviana de tres estados y Gamarra la creación de un solo estado, integrando Bolivia al Perú.
Las ideas de unión tenían un amplio respaldo en el sur del Perú, dados los importantes lazos económicos y políticos que unían a esta región del Perú con Bolivia. Arequipa y Cuzco, interesadas en romper el liderazgo político de Lima en los primeros años de la república, eran las ciudades que se mostraban más inclinadas hacia el proyecto de una Confederación. 
En Bolivia había ascendido al gobierno Andrés de Santa Cruz quien impulsó una serie de medidas reformistas, logrando el progreso de su país. Santa Cruz era el propulsor de una confederación con el Perú por lo cual obtuvo partidarios en el Perú, así como en el resto de América.

### El caudillismo en Perú y la sublevación de Salaverry
Tras la independencia, en Perú se vivía épocas de guerras internas entre diferentes caudillos que se peleaban por el poder.
En 1833 el general Luis José de Orbegoso era elegido presidente provisorio del Perú. En su gobierno, siguiendo con el problema interno que sufría el país tuvo que enfrentar a caudillos como Bermúdez y Gamarra en una guerra en 1834 que finalizó el 24 de abril de ese año con el Abrazo de Maquinhuayo en la que se reconocía la definitiva autoridad de Orbegoso. 
En 1835 se ocasiona otro problema ya que alegando la acefalia en que había quedado el poder a causa del viaje del presidente provisional Luis de Orbegoso al sur, el general Felipe Santiago Salaverry se autoproclamó como Jefe Supremo de la República desconociendo a Orbegoso el 23 de febrero de 1835 y extendiendo paulatinamente su autoridad en el resto del país. Orbegoso se replegó hacia el sur e instaló su precario gobierno en Arequipa.
Por otra parte, entre el general Gamarra que se encontraba desterrado en Bolivia y el general Andrés de Santa Cruz planeaban ante la crisis en Perú una confederación entre ese país y Bolivia. Para esto, Gamarra se comprometió a ingresar al Perú por Puno y ocupar el Cuzco para comenzar el plan; por su parte Santa Cruz se comprometió a obtener el apoyo de Arequipa y la eliminación de Orbegoso.
Alarmado por la presencia de Gamarra en suelo peruano, Orbegoso solicitó el auxilio de Bolivia, haciendo uso de una autorización del congreso dada durante la guerra civil de 1834, que le permitía solicitar ayuda extranjera en caso de que la República atravesara serio peligro. Santa Cruz se mostró interesado en esta propuesta, que le pareció muy ventajosa, y decidió entonces dejar de lado sus tratativas con Gamarra. Hay que destacar que Orbegoso desconocía los acuerdos entre Santa Cruz y Gamarra. 
La alianza entre Orbegoso y la Bolivia de Santa Cruz se firmó el 15 de junio de 1835, y por él se acordó que Santa Cruz pasaría al Perú con sus fuerzas, como acto preparatorio para el establecimiento de una Confederación entre Perú y Bolivia. Ese mismo día 5000 soldados bolivianos al mando del mismo Santa Cruz cruzaron la frontera peruano-boliviana para apoyar a Orbegoso.

### Guerra y establecimiento de la Confederación Perú-Boliviana
Gamarra se enfureció con el giro tomado por Santa Cruz, hasta hacía poco su aliado, y por su parte se alió con Salaverry para hacer frente a la invasión boliviana, siendo el primero en salir en campaña. Pero Santa Cruz lo derrotó en la batalla de Yanacocha (13 de agosto de 1835). Gamarra fue tomado prisionero y deportado. Quedaron entonces frente a frente Santa Cruz y Salaverry.
Santa Cruz y Orbegoso se pusieron de acuerdo sobre la estrategia a seguir: el primero, al mando del ejército boliviano, iría contra Salaverry, quien avanzaba hacia Arequipa; y el segundo marcharía a Lima con las fuerzas peruanas, precedida por las avanzadas del ejército santacrucista.
En Lima, los bandoleros, aprovechando la situación, se dedicaban al saqueo y al asesinato; el general Francisco Vidal, al mando de la Guardia Nacional ocupó Lima y fusiló al bandolero León Escobar (30 de diciembre de 1835); luego devolvió el poder a Orbegoso, quien ingresó triunfalmente en Lima, por tercera vez y sin haber combatido (8 de enero de 1836).
A pesar de que el mandato de dos años que el Congreso le había conferido en 1833 ya había vencido, Orbegoso volvió a ejercer el poder por algún tiempo más. En ese lapso emprendió campañas de pacificación en el norte y centro del país, relativamente fáciles.
Mientras tanto, en el sur, Santa Cruz derrotaba a Salaverry en la sangrienta batalla de Socabaya (7 de febrero de 1836). Salaverry fue apresado y fusilado en Arequipa, y Santa Cruz con amplios poderes pudo al fin empezar a edificar la Confederación Perú-Boliviana.
El 9 de mayo de 1836 la Confederación fue oficialmente promulgada por los representantes de las tres regiones en el Congreso de Tacna, antecedida por las pertinentes decisiones de dividir el Perú en dos estados y aunársele la República de Bolivia. Ese mismo día, Santa Cruz tomó el poder como Supremo Protector de la Confederación Perú-Boliviana, quedando Orbegoso como presidente del Estado Nor-Peruano que se crearía. Santa Cruz estableció como sede de gobierno el Palacio de descanso del Virrey Pezuela, en Lima.
En Perú y Bolivia hubo un cierto descontento por las medidas administrativas de cómo se iba a conformar la Confederación demorándose la ratificación de acuerdos. En Bolivia un congreso rechazó sumarse a la Confederación y luego de varias reuniones esta se unió recién el 3 de mayo de 1838.

### El gobierno de Joaquín Prieto frente a la Confederación
El establecimiento en Chile de la República Conservadora se caracterizó por la llegada de Diego Portales al gobierno, concentrando tanta autoridad en sus manos que en la práctica terminó opacando al entonces presidente Joaquín Prieto. El Gobierno de Chile, bajo la dirección de Portales, procedió a crear y establecer una marina mercante y a convertir a Valparaíso en el puerto más importante del Pacífico en Sudamérica.
La idea o creación de una Confederación o Unión entre el Perú y Bolivia creó recelo en algunos sectores en Chile. El ministro Portales persuadió a Prieto para terminar con la influencia de la Confederación, indicando como razones la competencia comercial nacida tras la búsqueda de hegemonía de los puertos de ambas naciones y la influencia que pudiera ejercer la Confederación en sus territorios cercanos.
En la posterior circular de Declaración de Guerra del Estado de Chile a la Confederación Perú-Boliviana se expondrían los motivos de la participación de Chile contra la Confederación. Entre estos, destaca el crecimiento de la Confederación amenazaba la independencia de otras repúblicas americanas, la acusación contra Santa Cruz por la muerte de Diego Portales, y que el Perú bajo la influencia de Santa Cruz había motivado una guerra civil en Chile prestando naves peruanas para desestabilizar el gobierno de Chile.
En los temas económicos de la intervención de Chile, se encontraba las exigencias por parte de Chile hacia el Perú del pago de la deuda de este último, contraída durante las luchas de independencia y la guerra de tarifas aduaneras entre los puertos chilenos y peruanos ya que el tratado de Amistad, Comercio y Navegación, firmado en enero de 1835 fue revocado el 14 de febrero de 1836, después que Felipe Santiago Salaverry es fusilado y Orbegoso asume el poder.
Finalmente no estalló la guerra en esos momentos.

## Tensión contra la Confederación

### La Expedición de Freire parte de Lima a Chile

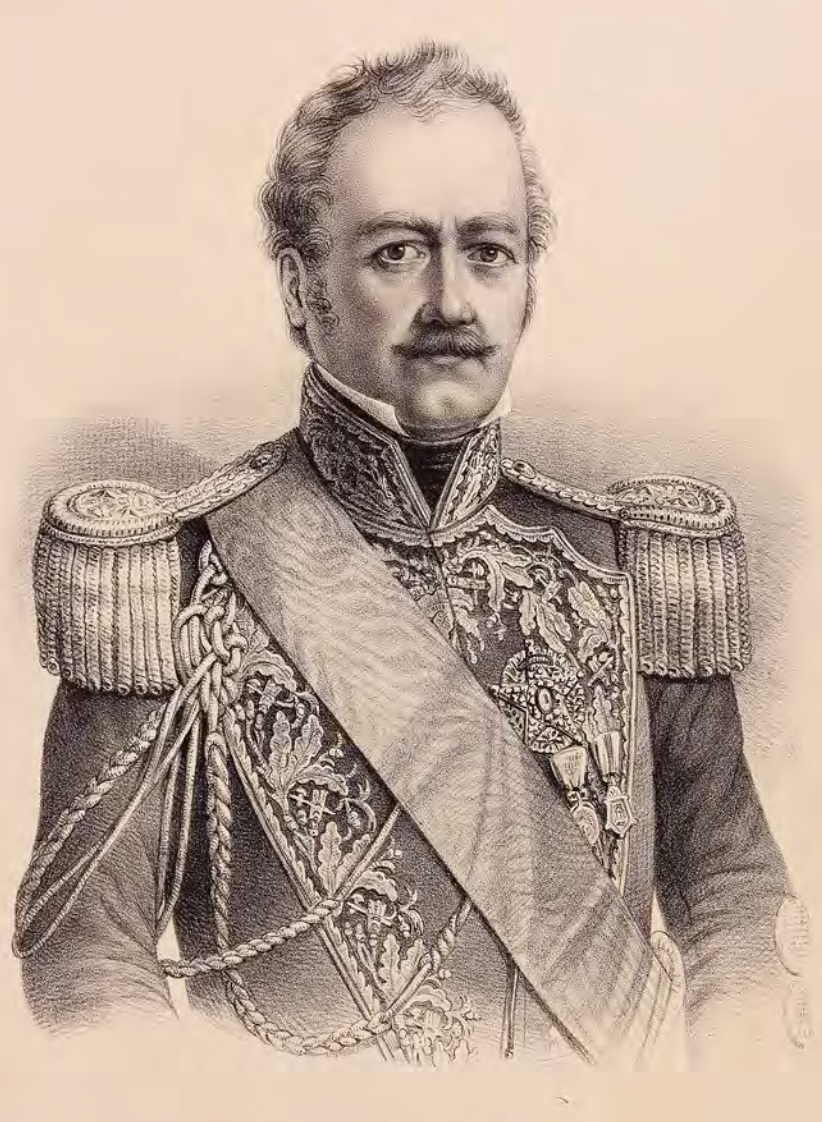
El general Ramón Freire y su expedición libertadora en Chiloé tuvo como principal objetivo derrocar el gobierno de Prieto.

Uno de los exiliados en el Perú tras la victoria conservadora en Chile fue el ex director supremo, el capitán general Ramón Freire. En circunstancias extrañas para la época, Freire consiguió adquirir por intermedio de terceros el arriendo de dos buques de guerra confederados, al parecer contando al mismo tiempo con el apoyo tácito de Luis Orbegozo y Andrés de Santa Cruz. Si bien el único propósito que Freire tendría con esos buques era derrocar al gobierno dictatorial de Prieto; existen pruebas contradictorias acerca de la responsabilidad y conocimiento de Orbegozo y Santa Cruz. Mientras diversos historiadores argumentan que ambos desconocían de la situación, otros cuestionan esto, tomando como prueba de culpabilidad una de las muchas cartas que Orbegozo escribió a Santa Cruz:

Los generales O’Higgins y Freire son mis amigos, y ambos desean una variación en el gobierno de Chile [...] El segundo me ha visitado confidencialmente, y asegurado que tiene todos los medios, y que contaría con seguridad el éxito, si yo le proporcionase un buque con municiones y algunos cañones en bodega y fusiles. Yo le he contestado que, aunque mi deseo seria ver variado un gobierno que nos hace tantos males, no daría paso alguno sin acuerdo de Ud. en asunto de tanta gravedad [...] He escrito al general Moran para que haga una visita al general Freire y con toda reserva le diga que estamos convenidos, y que tome con el mayor sigilo sus medidas, que a nuestra llegada a Lima acordaremos sobre todo.
Carta de Orbegozo a Santa Cruz,  5 de julio de 1836

Así, el Orgebozo y el Monteagudo partieron a Chile. La expedición de Freire consistía en llegar a la Isla Grande de Chiloé, establecer su autoridad en esa parte del país e invadir el territorio chileno continental. Si bien el Orbegozo cumplió su objetivo al capturar uno de los fuertes más importantes del archipiélago, el Monteagudo se sublevó y se entregó a manos gubernamentales. Freire, quien no sabía de estos acontecimientos, fue engañado por la tripulación rebelde del Monteagudo, tomado prisionero y exiliado a Australia por órdenes directas de Diego Portales.
Cualquiera sea el caso, el resultado y la culpabilidad de la Expedición de Freire sería una de las causas principales que provocarían el distanciamiento y posterior ruptura entre Luis Orbegozo y Andrés de Santa Cruz, con consecuencias fatales para la Confederación.

### Los unitarios argentinos se refugian en Bolivia
Del mismo modo que lo ocurrido entre la Confederación y Chile por Ramón Freire, la derrota de los unitarios en Argentina obliga a muchos de ellos a buscar refugio en Bolivia. Juan Manuel de Rosas, temiendo que su gobierno podría sufrir un ataque como el de Freire, optó por mantener una postura claramente hostil hacia Santa Cruz. 

"En 1836 Rosas temía que Santa Cruz intentara usar a los unitarios para atraer a las provincias del noroeste argentino a su órbita, como lo había hecho con Perú. Rosas y los gobernadores provinciales percibieron la confirmación de esto en la documentación llevada desde Chile, en septiembre de 1836, por el agente confidencial ante el gobierno de Buenos Aires, Francisco Javier Rosales"
Historia general de las relaciones exteriores de la República Argentina#GGC11C

### Diego Portales acusa a Santa Cruz de apoyar a Ramón Freire

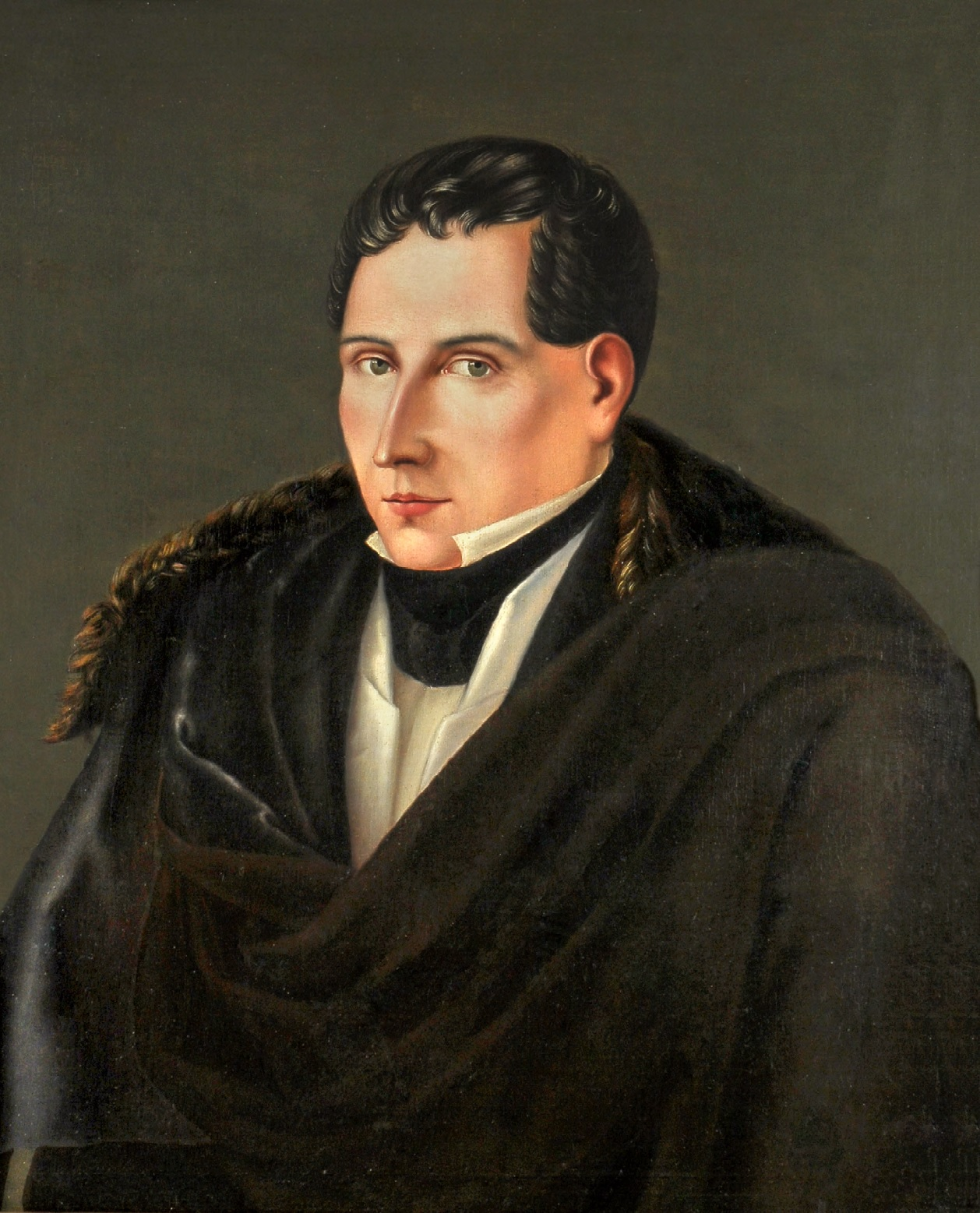
El ministro chileno Diego Portales.

Estos hechos hicieron que Diego Portales considerara las acciones de Freire como un intento financiado por Andrés de Santa Cruz de alejarlo del poder. Decidido a que la única forma de evitar esto era manteniendo una política hostil y ofensiva hacia la Confederación, Portales confía al marino español Victorino Garrido la misión de asestar un golpe decisivo contra la escuadra confederada fondeada en el puerto de El Callao. 
En la noche del 21 de agosto de 1836, sin previa declaración de guerra, marinos chilenos a bordo del bergantín Aquiles, comandados por el capitán de fragata Pedro Angulo Novoa, tomaron control de la barca Santa Cruz, el bergatín Arequipeño y la goleta Peruviana. La Captura de Buques de la Confederación (si bien poco armados y siendo el Santa Cruz el único de los tres con tripulación que ofreció resistencia) provocó la ira del Protector Santa Cruz, quien ordenó el arresto inmediato del embajador chileno Ventura Lavalle por considerarlo cómplice del atentado, aunque fue liberado poco después en miras a un arreglo pacífico con Garrido.
En vez de iniciar una guerra directamente, que pondría en peligro a la naciente Confederación, Santa Cruz intentó entablar negociaciones con el gobierno chileno. Por estos motivos, aceptó todas las condiciones propuestas por Garrido, consistiendo estas en que no se hostilizarían las naves y que si Ramón Freire y sus compañeros regresaban al Perú, se les juzgaría como rebeldes.

## Declaratoria de guerra de Joaquín Prieto contra la Confederación de Santa Cruz
El congreso chileno envió a Mariano Egaña con poderes plenipotenciarios para negociar con el Protector Santa Cruz la firma de un "Tratado de Paz" y terminar las disputas entre ambas naciones. Blanco Encalada era el comandante general de la escuadra integrada por las naves Aquiles, Colo-colo, Valparaíso, Monteagudo y Orbegoso. Egaña llevaba en el bolsillo, como último recurso, una declaración de guerra autorizada al efecto por el Congreso chileno, con fecha 10 de octubre de 1836. 
El 30 de octubre la escuadra chilena recaló frente a Callao, fondeando esa noche fuera del puerto. A la mañana siguiente bajó un Oficial a tierra llevando oficios del Gobierno de Chile al de Perú y un saludo al comandante general de Marina, General Ramón Herrera. Este, que era chileno y amigo personal de Blanco Encalada, manifestó su negativa no sólo a permitir el ingreso de los buques a Callao, sino también a su aprovisionamiento de víveres, como retribución a la conducta del Aquiles en agosto, y al desconocimiento del convenio preliminar firmado por Garrido. 
Siguió un intercambio de notas durante varios días, sin llegar a acuerdo sobre las garantías exigidas por el Gobierno "nor-peruano". Mientras tanto, Egaña, a bordo del Aquiles, no podía iniciar aún su misión. Como esta contienda epistolar iba para largo, y la escuadra confederada se concentraba en Guayaquil, Blanco decidió dirigirse hacia allá con sus buques, previo acuerdo con el ministro Egaña. Las unidades de la escuadra chilena fueron zarpando hacia el norte entre el 4 y el 7 de noviembre, excepto la goleta Colo-Co/o, que quedó en las afueras de Callao con el plenipotenciario a bordo. 
Don Mariano Egaña no pudo presentar el pliego de demandas del Gobierno de Chile. Los artículos más determinantes exigían: 
- El pago de las deudas de la expedición libertadora en el Perú y del empréstito adeudado a Chile.
- La limitación de las fuerzas navales confederadas.
- Acuerdos comerciales entre ambas naciones y el fin a la guerra comercial entre Valparaíso y El Callao.
- Indemnización por la incursión de Freire, de la que se hacía responsable el Gobierno Confederado.
- Separación del Perú y Bolivia ((textualmente: "la independencia de Bolivia y del Ecuador" ).

Andrés de Santa Cruz estuvo de acuerdo con los temas comerciales, pero en contra de la disolución de la confederación, y las negociaciones concluyeron en fracaso.
Como estas condiciones ya eran sabidas e inaceptables para el Protector, Mariano Egaña (sin haber logrado pisar suelo peruano) envió el 11 de noviembre de 1839, desde la goleta Colo-Colo, una última nota al ministro de Relaciones Exteriores, declarando la guerra "al gobierno de los Estados Nor y Sud-Peruanos". Hecho esto, zarpó en la goleta a Valparaíso, donde arribó el 7 de diciembre.  

El 26 de diciembre se promulgaba en Chile la siguiente ley, por la cual se declaraba oficialmente la guerra:
"Santiago, diciembre 26 de 1836.
Por cuanto el Congreso Nacional ha sancionado lo que sigue:
1.º El General don Andrés de Santa Cruz, Presidente de la República de Bolivia, detentador injusto de la soberanía del Perú amenaza a la independencia de las otras Repúblicas Sudamericanas.
2.° El Gobierno peruano, colocado de hecho bajo la influencia del General Santa Cruz, ha consentido en medio de la paz, la invasión del territorio chileno por un armamento de buques de la República peruana, destinado a introducir la discordia y la guerra civil entre los pueblos de Chile.
3.º El General Santa Cruz ha vejado contra el derecho de gentes, la persona de un ministro público de la Nación chilena.
4.° El Congreso Nacional, a nombre de la República de Chile, insultada en su honor y amenazada en su seguridad interior y exterior ratifica solemnemente la declaración de guerra hecha con autoridad del Congreso Nacional y del Gobierno de Chile, por el Ministro Plenipotenciario don Mariano Egaña, al Gobierno del General Santa Cruz.

5.º El Presidente de la República podrá hacer salir del territorio del Estado el número de tropas de mar o tierra que tuviere por conveniente para emplearlas en los objetos de la presente guerra, y por todo el tiempo de la duración de ésta podrán permanecer fuera del territorio de la República".

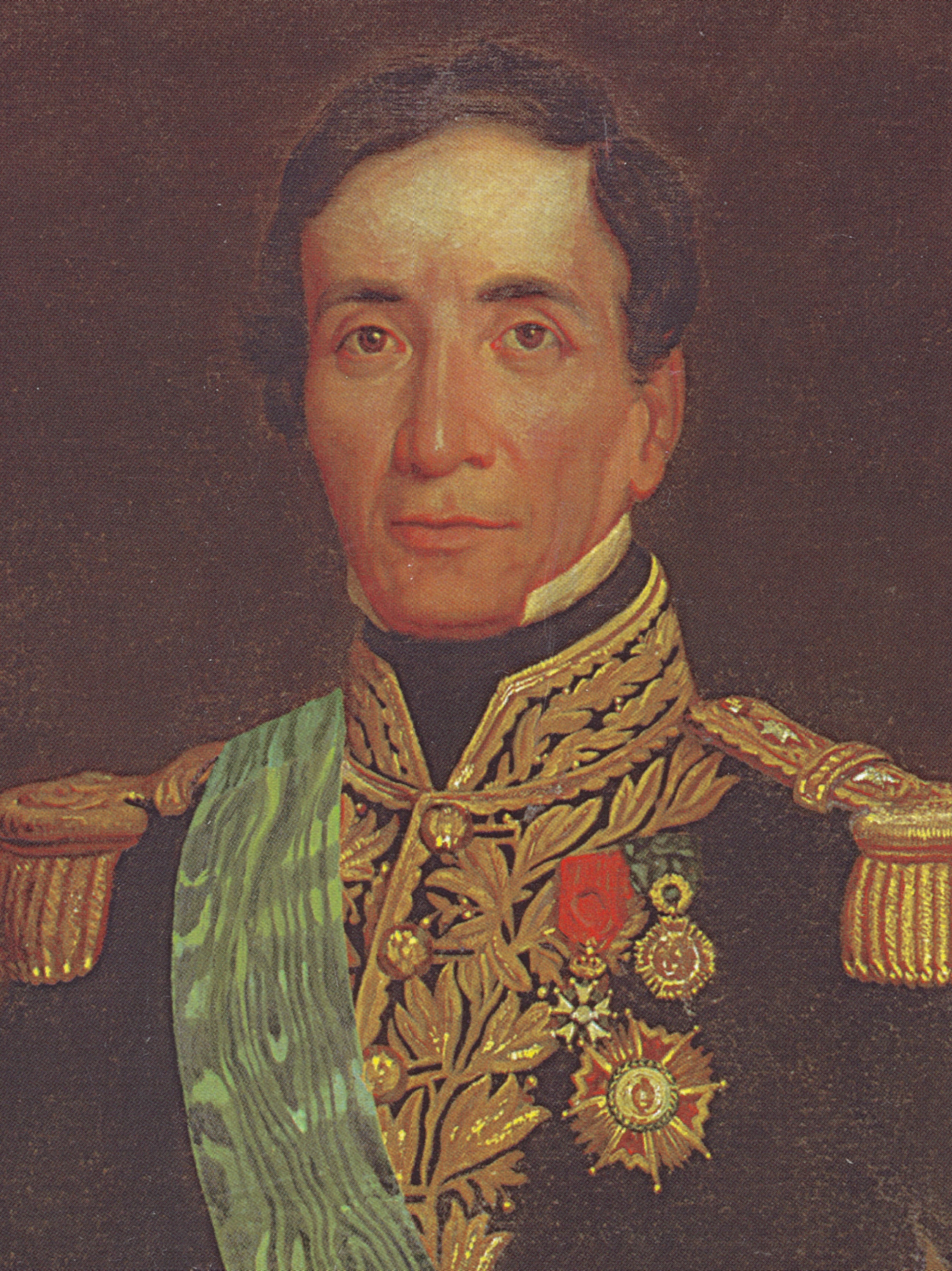
Andrés de Santa Cruz, Protector de la Confederación Perú-Boliviana

La declaración de Guerra a la Confederación contaba con el apoyo de peruanos independentistas, quienes se comprometieron a pagar el servicio prestado por el ejército chileno en las campañas restauradoras. 

### Los peruanos opositores de la Confederación de Santa Cruz

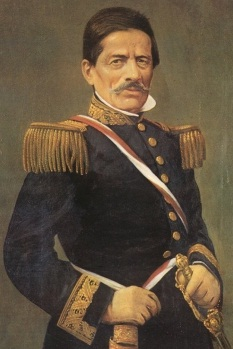
General peruano Ramón Castilla y Marquesado, uno de los tantos militares peruanos que estaba en contra de la confederación de Santa Cruz

Con la derrota de Salaverry y la definitiva creación de la Confederación Perú-Boliviana, varios militares peruanos se opusieron al proyecto y a Santa Cruz. Uno de ellos, el general Agustín Gamarra no cejó en su empeño de destruir la Confederación y desalojar a las tropas bolivianas del Perú. Gamarra contaba con seguidores como Bujanda, Torrico, Negrón, Frisancho, Frías, Lasarte, Arrisueño; además de lograr por medio de Diego Portales de reconciliarse con el general Antonio Gutiérrez de la Fuente, quien llevaba tiempo exiliado en Chile y se unió a la causa, al igual que otros peruanos como Ramón Castilla, Manuel Ignacio de Vivanco, Andrés Martínez y Felipe Pardo y Aliaga que gestionó incluso la intervención de Chile en la independencia del Perú respecto de la invasión boliviana de Santa Cruz.
Estos hombres pasarían a formar parte del Ejército Unido Restaurador con la misión de restaurar el estado peruano que había sido dividido por Santa Cruz.
Hay que agregar por otra parte que las élites del norte del Perú y de Lima vieron este proyecto con bastante hostilidad al ver que en esta nueva Confederación se imponían los altiplánicos sobre ellos y por qué los tomaban como unos invasores. Es por eso que tomaron un mayor acercamiento con Chile por ese motivo y por ser este también uno de sus más importantes socios económicos.

## Alianza argentino-chilena

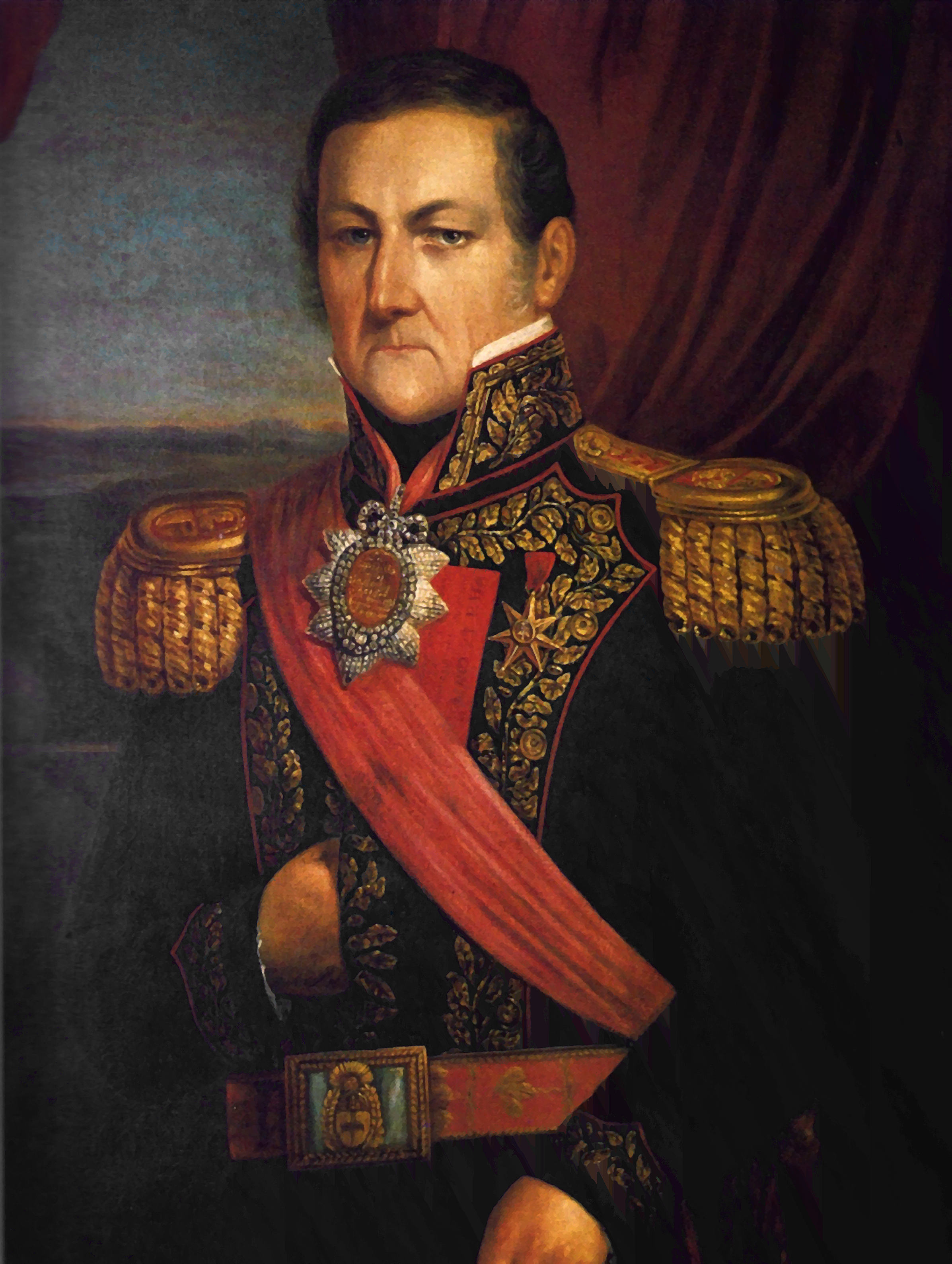
Juan Manuel de Rosas, Encargado de las Relaciones Exteriores de la Confederación Argentina

Persuadido por el ministro Diego Portales, Joaquín Prieto, declaró la guerra el 11 de noviembre de 1836, con los peruanos del norte contrarios a Santa Cruz y a su confederación. Portales comunicó a Juan Manuel de Rosas la declaración y le solicitó que hiciera lo mismo en virtud del entendimiento tácito entre ambos países y le reiteraba el ofrecimiento de la firma de un tratado de alianza.
El 28 de diciembre de 1836 Rosas escribió al gobernador de Salta Felipe Heredia:

(…) porque los Bolivianos no viven sino del tributo de los Indios y de lo que produce el Cerro y Casa de Moneda de Potosí (…) y el apoderarse de aquella Villa me aseguran que no es una empresa de grandísima dificultad (…) nos debe los millones de pesos que hemos insumido por su libertad e independencia en la guerra contra los Españoles (…) y nos debe la sangre argentina que se ha derramado en esta guerra (…) Entienda que restituida Tarija, el Río Suypacha deberá dividir el territorio de ambas repúblicas; pero me parece que si podemos conseguir que la Villa de Tupiza y el pueblo de Santiago de Cotagaita queden dentro de nuestro territorio, será lo mejor y lo mas importante para dejar asegurada para siempre la paz y comercio libre entre ambos Estados, con todas las franquicias que llevo indicadas. A trueque de conseguir éste bien creo que podríamos condonarle los gastos hechos en la guerra de la Independencia y también los aprovechamientos que ha sacado de Tarija en todo el tiempo que ha tenido usurpada. Mas para obtener todas estas cosas será preciso penetrar hasta la Capital de Bolivia, y tener por nuestro el Cerro de Potosí. Tan importante adquisición debe ser obra con exclusión de los Salteños y Jujeños.

El 13 de febrero de 1837 se produjo un incidente fronterizo cuando una partida boliviana penetró en territorio argentino en la zona de Cochinoca en busca del coronel José Cáceres, quien se encontraba reclutando soldados y lo apresaron.
El 21 de febrero Rosas comunicó a Chile las bases sobre las que la Confederación Argentina firmaría una alianza:
- 1) La guerra no sería contra los pueblos del Perú y Bolivia, sino que contra Santa Cruz, quien sería obligado a evacuar el Perú;
- 2) No se permitiría que Santa Cruz sacara del Perú ejércitos ni armamentos y el ejército de Bolivia debía quedar reducido a mantener el orden interno;
- 3) Tarija sería restituida a la Argentina, Chile recibiría compensaciones por el pronunciamiento de Freire, y la Argentina por los gastos de la guerra de la independencia y las incursiones unitarias;
- 4) Bolivia y el Perú debían conceder a la Argentina y Chile condiciones comerciales favorables y ajustar los límites con ellos.

Portales se molestó por el retraso de la declaración de guerra por parte de Rosas y no aceptó incluir en la alianza la restitución de Tarija ni las compensaciones por los daños causados por los unitarios desde Bolivia, porque en esos asuntos no había tenido participación el Gobierno de Chile. En consecuencia, el tratado de alianza quedó en suspenso, pero se convino en una alianza de hecho, por lo que Rosas declararía la guerra a Santa Cruz y no a los estados peruanos.

## Preludio a la guerra de los restauradores contra la Confederación
Tras el inicio de hostilidades contra la Confederación se hace más que evidente la búsqueda de una alianza entre Argentina, Chile, Ecuador y los peruanos contrarios a la Confederación, para buscar su fin. Esto se logró parcialmente con la declaratoria de guerra que el gobierno argentino dio formalmente el 19 de mayo de 1837, pero sin el apoyo de Ecuador, que entró en otro periodo de anarquía interna. Si bien tenían un enemigo común, Argentina actuó de forma separada, porque no había llegado a un acuerdo con el gobierno de Chile.
Debido a esto, durante la segunda mitad del mismo año, Santa Cruz se vio obligado a dividir sus fuerzas: 7000 hombres en el Perú del Norte, 5000 en el del Sur y otros 5000 en la frontera con Argentina.

### Los confederados argentinos se enfrentan a la Confederación de Santa Cruz
Las relaciones entre la confederación Perú-Boliviana y la Confederación Argentina se habían deteriorado, entre otras razones por el apoyo de Santa Cruz a grupos unitarios que realizaron al menos cuatro incursiones desde el sur de Bolivia a las provincias del noroeste argentino en los años previos a la guerra, una de ellas fue la del coronel unitario Javier López en 1834 que culminó con su derrota en la batalla de Chiflón. Un nuevo intento de López en 1835 fue derrotado en la batalla de Monte Grande. También en 1835 Felipe Figueroa invadió la provincia de Catamarca y en 1836 Mariano Vásquez contando entre sus filas a fuerzas bolivianas, atacó poblados puneños. 

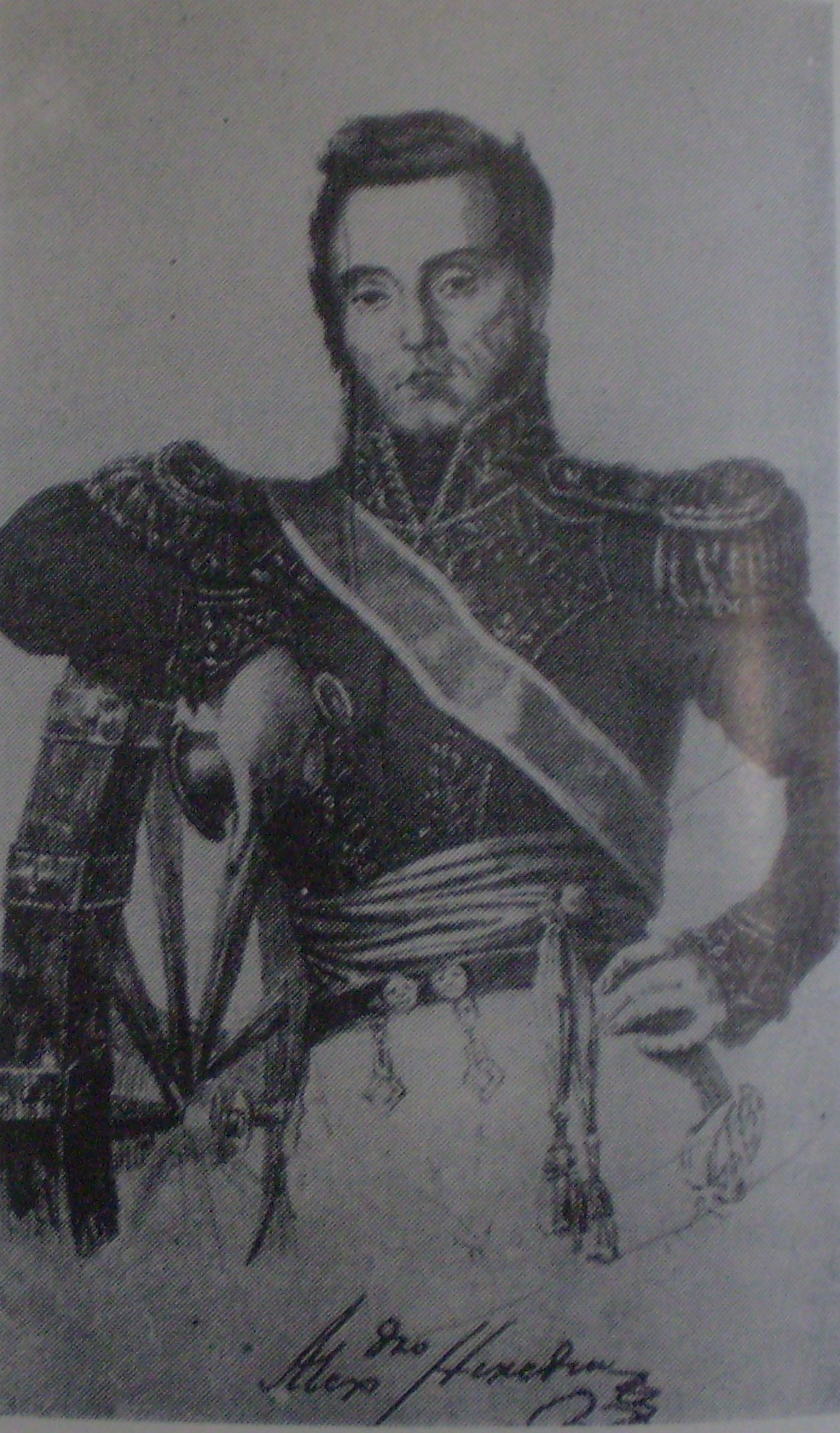
Alejandro Heredia, Comandante del Ejército del Norte

El 16 de mayo de 1837 el gobernador de Buenos Aires y encargado de las relaciones exteriores de la Confederación Argentina, Juan Manuel de Rosas, designó a Alejandro Heredia como «General en Jefe del Ejército Argentino Confederado de Operaciones contra el tirano General Santa Cruz». Previamente, el 13 de febrero, había declarado cerrada toda comunicación comercial, epistolar y de cualquier género entre los habitantes de la República Argentina y los de Perú y Bolivia, declarando "traidor a la patria" a cualquiera que cruzara la frontera hacia esos países.
El 19 de mayo de 1837 Rosas declaró que «la Confederación Argentina está en guerra con el gobierno de Santa Cruz, y sus sostenedores».
Aunque Rosas le envió a Heredia 500 tercerolas y carabinas, 900 fusiles, 700 sables, 3500 piedras de fusil y unos 54 500 cartuchos, no lo apoyó efectivamente, quedando el noroeste argentino vulnerable a los ataques de las fuerzas de Santa Cruz.  
Santa Cruz ordenó a Braun que se mantuviera a la defensiva mientras él concluía la guerra contra Chile, pero aprovechando la inactividad de Heredia (quien continuaba en Tucumán preparando el ejército y había dejado a cargo del general Alemán la frontera, este sólo había desplegado 380 hombres dispersos en las localidades fronterizas como Yavi, La Quiaca, Santa Catalina, San Juan y otros puntos de la Puna), el general Braun concentró sus tropas en la estratégica Tupiza y en agosto de 1837 destacó dos columnas hacia el territorio argentino. 
La columna occidental con 100 soldados, luego de pasar por Talina, el 28 de agosto ocupó La Quiaca, sorprendiendo a las autoridades de Jujuy, que se entregaron. Ese mismo día tomaron también Cochinoca.
La columna oriental, luego de pasar por Moraya, ocupó el 29 de agosto las aldeas de Santa Victoria e Iruya, en donde se rindieron las fuerzas del excoronel unitario Manuel Sevilla que las custodiaban, quien se pasó a las fuerzas bolivianas. La columna continuó luego por la quebrada de Humahuaca.
Ambas columnas se reunieron el 11 de septiembre en Humahuaca.
Al enterarse Alejandro Heredia de la invasión el 9 de septiembre, envió a su hermano Felipe con 400 hombres de las fuerzas que el 1 de septiembre habían llegado a Jujuy, un escuadrón del regimiento Restauradores a Caballo, otro del Cristinos de la Guardia, un escuadrón de milicia y una compañía de tiradores.

Las fracciones de vanguardia bolivianas ocuparon el pueblo de Humahuaca el 11 de septiembre. Al día siguiente, Felipe Heredia tras varias cargas logró derrotar a las fracciones de vanguardia de Braun en el Combate de Humahuaca o de la Herradura, recuperando el pueblo de Humahuaca, pero al perseguir a los bolivianos se encontró con una fuerza al mando del teniente coronel Fernando María Campero Barragán enviada en apoyo para facilitar la retirada. Al día siguiente se produjo el Combate de Santa Bárbara, unos 4 km al norte de Humahuaca en donde Heredia derrotó a las fuerzas bolivianas de Campero que contaban con unos 220 hombres de infantería y un grupo de caballería y que se replegaron hacia el norte en dirección a Chorrillos (algunas fuentes bolivianas citan a este combate como una victoria propia en donde dejaron 20 muertos y produjeron 150 bajas a un ejército argentino de 800 hombres). En este combate las fuerzas bolivianas dejaron 15 muertos y 10 prisioneros y las argentinas 9 muertos y 8 heridos (según fuentes argentinas).

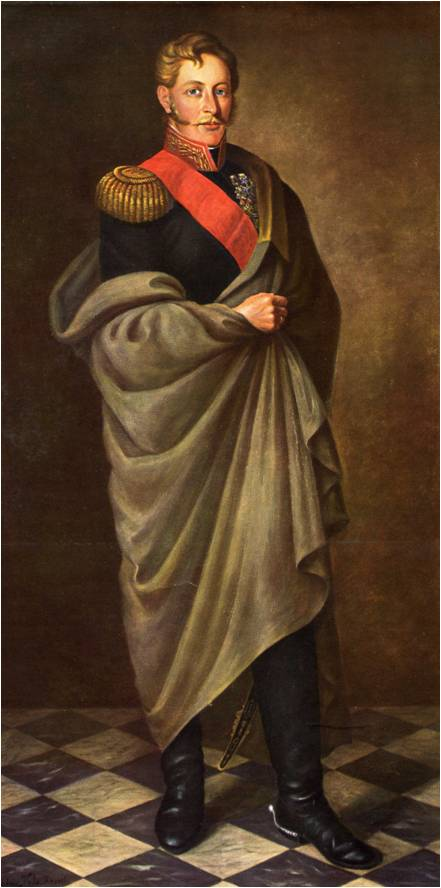
Otto Philipp Braun, Comandante de las operaciones en el frente sur del Ejército Unido Perú-Boliviano

El 11 de diciembre el capitán Aramayo logró una victoria sobre el comandante boliviano Colqui en el Combate de Vicuñay cerca de la aldea de Tres Cruces (al noroeste de Jujuy), Colqui y 20 de sus hombres cayeron prisioneros. 
Debido a una serie de sublevaciones en varias provincias argentinas (en septiembre de 1837 se amotinó en Salta el Batallón Cazadores de la Libertad; el 2 de febrero de 1838 se amotinaron en Humahuaca los Coraceros de la Muerte; el 29 de marzo de 1838 se sublevó en Santiago del Estero el coronel Carrillo), las fuerzas de Heredia fueron replegadas hacia Salta, mientras que las bolivianas se replegaron hacia Yavi. Luego de producirse la Paz de Paucarpata el 17 de noviembre de 1837, por la cual Chile quedó momentáneamente fuera de la guerra, el mariscal Santa Cruz pudo concentrar sus esfuerzos en el frente argentino, por lo que en enero de 1838 Braun volvió a avanzar y Heredia retrocedió concentrado sus fuerzas en Itaimari y Hornillos.
El 2 de enero de 1838 un destacamento al mando del capitán Gutiérrez atacó una fracción boliviana de 16 hombres en el combate de Rincón de las Casillas, (3 kilómetros al sur de Negra Muerta en Salta) 10 de los cuales quedaron prisioneros. Mientras esa noche, dos fracciones bolivianas combatieron entre sí por error en la oscuridad en Negra Muerta confundiéndose con las fuerzas argentinas que tomaron la localidad, luego los destacamentos bolivianos se replegaron hacia Iruya.
Heredia lanzó varios destacamentos para hostilizar el avance de Braun, el coronel argentino Gregorio Paz logró tomar San Antonio de los Cobres en la quebrada del Toro, el coronel argentino Mateo Ríos avanzó desde San Ramón de la Nueva Orán hacia Iruya y el teniente coronel argentino Baca realizó acciones de hostigamiento, por lo que Braun volvió a retroceder. Poco después Chile regresó a la guerra y el peligro de una gran invasión del ejército de Santa Cruz al norte argentino se diluyó. El 28 de marzo el almirante francés Leblanc inició el bloqueo del Río de la Plata en apoyo del mariscal Santa Cruz[cita requerida]; la intervención francesa favoreció ampliamente a los peruano-bolivianos y debilitó a los argentinos.
El general argentino Gregorio Paz inició la marcha el 27 de abril de 1838 desde Humahuaca, marchando por la zona de selvas de yungas y el Chaco, comandando su vanguardia el coronel Mateo Ríos.
El 29 de mayo se libró el combate de la Laguna Acambuco y las fuerzas argentinas ingresaron en territorio actualmente boliviano tomando el poblado de Carapari, donde el comandante boliviano Cuellas con su escuadrón, desertó uniéndose a Paz luego del combate de Zapatera el 3 de junio.
El 3 de junio Paz logró la victoria en el combate de San Diego en la que participaron la segunda compañía de granaderos, 15 tiradores del regimiento Coraceros Argentinos y una compañía del batallón Defensores. Logrando ingresar en el valle tarijeño de San Luis, ocupando el pueblo de ese nombre (hoy Entre Ríos, capital de la provincia de O'Connor), librando el 9 de junio el combate de El Pajonal en donde el teniente coronel Ubiens con 200 hombres no pudo cortar la retirada de las fuerzas bolivianas que lograron escapar.
Paz llegó cerca de Tarija desde donde retrocedió el 24 de junio, ante la superioridad numérica de las fuerzas de Braun que habían recibido en refuerzo desde Tupiza y milicianos locales al mando de Eustaquio Méndez, siendo su retaguardia de 300 hombres aniquilada en la cuesta de Coyambuyo (o Combate de Montenegro) en las proximidades de Padcaya, debiendo retirarse Paz hacia el territorio argentino hostilizado continuamente. En esta batalla los bolivianos capturaron a 20 oficiales argentinos.
El 5 de junio el coronel argentino Virto inició su marcha desde San Andrés (60 km al estenoreste de Humahuaca, en territorio de Salta) rumbo al Abra de Zenta, recibiendo luego la incorporación de fuerzas jujeñas al mando del coronel Iriarte. 
El 11 de junio Virto atacó Iruya pero tras varios intentos no logró tomarla y debió retirarse, obteniendo así los bolivianos de Timoteo Raña el triunfo en el Combate de Iruya.
El prestigio de Heredia se vio debilitado en Tucumán, por lo que el pueblo tucumano, el 12 de noviembre, se levantó contra el ejército de este. Al mando de Alejo Córdoba, comandante del Regimiento N.º 9, estalló la rebelión denominada Coalición del Norte, siendo asesinado el general Alejandro Heredia. El comandante Rentería sería el encargado de sofocar esta revolución al mando de 50 hombres desalojando al militar alzado. Los gobernadores de las provincias del noroeste de Argentina no deseaban prolongar la guerra.
Santa Cruz reclamó la anexión de parte del territorio argentino de las Provincias de Salta y Jujuy, en el que se hallan las poblaciones de Santa Catalina, Yavi, Santa Victoria, Cangrejillos, Pueso, Abra Pampa, Cochinoca, Pastos Chicos, y otras. Las puso bajo dependencia del Departamento de Tarija a través de gobiernos títere.
A pesar de la retirada y disolución del ejército argentino, y el posterior asesinato de Heredia, quedaron en situación de vigilancia en la frontera el general Braun y sus tropas lo que significó para la confederación Perú-boliviana, la disminución de un significativo número de soldados para enfrentar la nueva campaña que el gobierno chileno y los restauradores peruanos, tras el desconocimiento del Tratado de Paucarpata, preparaban esta vez sobre el norte del Perú.

### El motín de Valparaíso y la muerte de Diego Portales

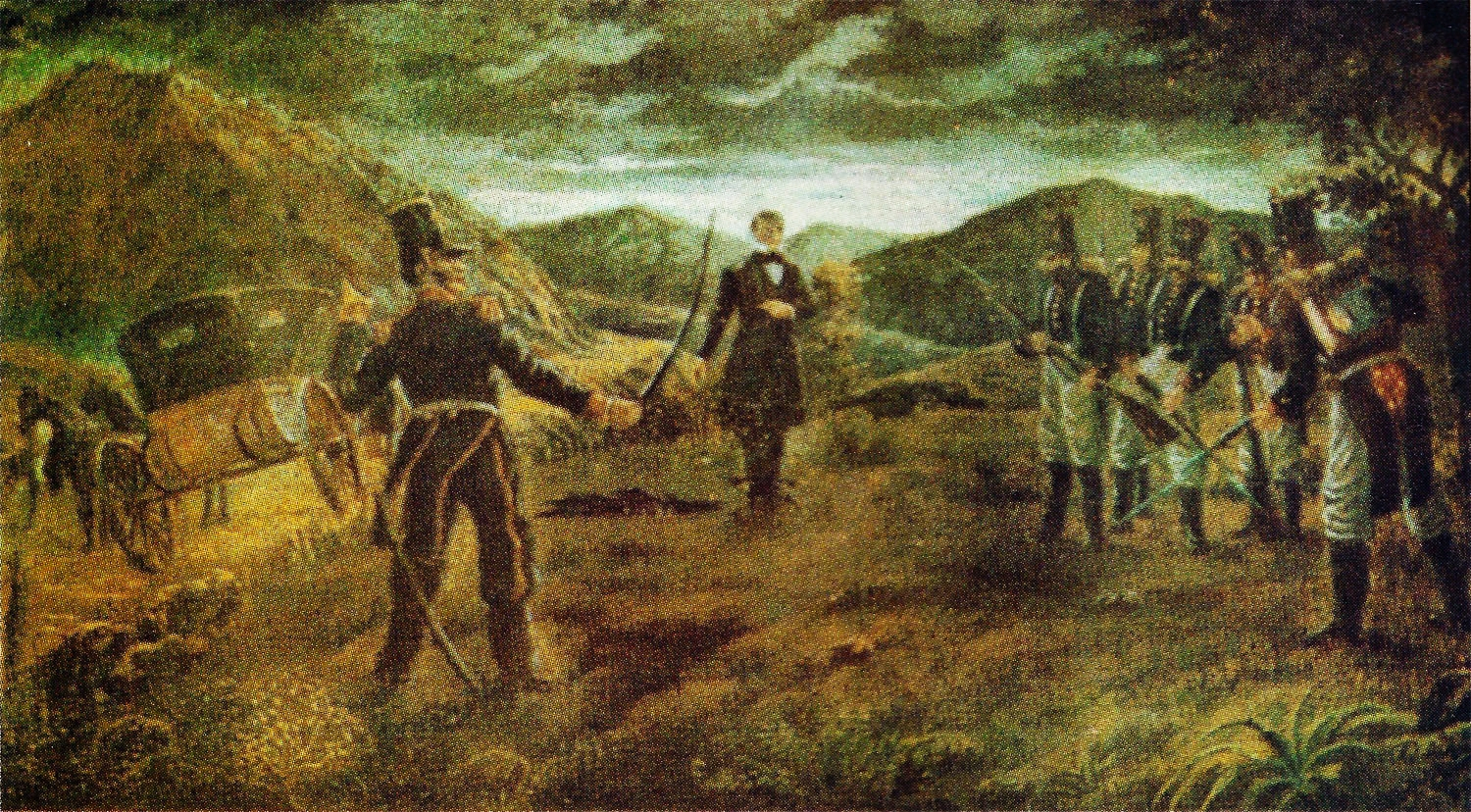
Fusilamiento del ministro Diego Portales por los sublevados.

El contexto internacional no era favorable para los enemigos de la Confederación. Santa Cruz contaba con apoyo internacional de Gran Bretaña, Francia y Estados Unidos, mientras que Ecuador no se atrevió a intervenir. Por otra parte, la intervención de Chile tuvo una mala acogida en su opinión pública, pues no se comprendían las razones del enfrentamiento. 
El gobierno chileno estableció estado de sitio y dotó de facultades extraordinarias al Poder Ejecutivo para actuar autoritariamente. En 1837 se promulgó la Ley de los Consejos de Guerra, tribunales que se regían por el severo código militar y que carecían del recurso de apelación. La oposición liberal acusó a Portales de autoritario, al tiempo que se desplegaba contra él y la guerra una intensa campaña en la prensa.
La tensión política y la oposición general a la contienda se trasladaron al ejército. José Antonio Vidaurre, jefe del Regimiento Maipo acantonado en Quillota, apresó a Portales cuando este pasaba revista a los soldados. Las tropas sublevadas se dirigieron a Valparaíso con el fin de apoderarse de esta plaza, pero Manuel Blanco Encalada movilizó a la infantería de línea, alertó a la Escuadra y con la valiosa ayuda del general peruano Ramón Castilla y sus tropas de caballería, también acantonadas en Quillota, se dio el encuentro de la Caballería y se derrotó a los sublevados, condenando a muerte a sus jefes y oficiales por la rebelión. No obstante, en la retaguardia de los sublevados, el capitán Santiago Florín dicta la orden de fusilar a Portales.

## Guerra entre la Confederación y los Restauradores
En una misiva que el ministro Portales envió al almirante Blanco Encalada, antes del inicio de las negociaciones entre el enviado de su país Mariano Egaña y el protector Andrés de Santa Cruz, exponía los motivos por los que, a su juicio, irremediablemente tendría que darse una guerra y la Confederación a menos que esta se disolviera, estos motivos eran de índole política, económica, sociológica e incluso racial.

“(...) La posición de Chile frente a la Confederación Perú Boliviana es insostenible. No puede ser tolerada ni por el pueblo ni por el Gobierno porque ello equivale a su suicidio. No podemos mirar sin inquietud y la mayor alarma, la existencia de dos pueblos, y que, a la larga, por la comunidad de origen, lengua, hábitos, religión, ideas, costumbres, formarán, como es natural, un solo núcleo. Unidos estos dos Estados, aun cuando no más sea que momentáneamente, serán siempre más que Chile en todo orden de cuestiones y circunstancias(...) La confederación debe desaparecer para siempre jamás del escenario de América por su extensión geográfica; por su mayor población blanca; por las riquezas conjuntas del Perú y Bolivia, apenas explotadas ahora; por el dominio que la nueva organización trataría de ejercer en el Pacífico arrebatándonoslo; por el mayor número también de gente ilustrada de la raza blanca, muy vinculadas a las familias de influjo de España que se encuentran en Lima; por la mayor inteligencia de sus hombres públicos, si bien de menos carácter que los chilenos; por todas estas razones, la Confederación ahogaría a Chile ante de muy poco(...) Las fuerzas navales deben operar antes que las militares, dando golpes decisivos. Debemos dominar para siempre en el Pacífico: ésta debe ser su máxima ahora, y ojalá fuera la de Chile para siempre (...)”.
Carta de Diego Portales a Blanco Encalada, 10 de setiembre de 1836.

El 9 de mayo de 1837 el gobierno argentino declaró la guerra a la Confederación. Si bien tenían un enemigo potencial común, Argentina actuó de forma separada.

### Comienzos de las hostilidades: acciones navales contra las naves confederadas
El almirante Manuel Blanco Encalada, al mando de la Escuadra, se había mantenido en El Callao mientras duraban las negociaciones para evitar la guerra. Habiéndose declarado ésta, comenzó las operaciones contra la Armada Confederada Perú-Boliviana. El objetivo era neutralizar la armada confederada para que Chile obtuviera el dominio absoluto del mar y así dar paso a la campaña terrestre.
Blanco Encalada conociendo que los buques peruanos, la corbeta Libertad y el bergantín Fundador, ahora denominado Congreso, y la goleta Flor de Mar se habían dirigido a Ecuador, zarpó con la fragata Monteagudo, y el bergantín Orbegoso hacia ese país. Tres días después lo seguían el bergantín Aquiles y la corbeta Valparaíso.
Horas antes del arribo de la flota chilena, el bergantín Congreso pasó por Puná y siguió río arriba. Blanco Encalada al enterarse de la noticia se internó también en el río hasta llegar con los buques al frente del puerto de Guayaquil. Allí se encontraban los buques peruanos, las goletas Flor de Mar y Limeña y los bergantines Catalina y Congreso. Este último traía armas y municiones para los otros buques. 
Como el Ecuador era neutral nada podía hacer en el puerto el almirante Blanco Encalada y regresó dos días más tarde a la isla de Puná. Blanco dejó al bergantín Orbegoso y la fragata Monteagudo al mando del comandante Manuel Díaz, en espera de la salida de los buques peruanos para capturarlos en altamar, mientras él se regresaba a bloquear El Callao con la corbeta Valparaíso y el bergantín Aquiles.
Blanco Encalada recalo en Paita donde esperaba encontrar a la goleta Yanacocha, pero está ya había zarpado con destino al puerto del Callao. Hacia allí, siguió el almirante dispuesto a bloquear el puerto.
El protector Andrés Santa Cruz no deseaba la guerra con Chile y hacia todo lo que razonablemente podía para evitarla. Fue así como al llegar Blanco se encontró que en el Callao se hallaban detenidos cuatro mercantes chilenos. El protector, después de cambiar notas con Blanco, los dejó libre; a cambio, se comprometería a no comenzar el bloqueo del puerto en lo que respecta a neutrales por un plazo determinado.
El 21 de enero de 1837 se da la primera acción de la guerra cuando mientras Blanco Encalada mantenía el bloqueo en el Callao, una flotilla de lanchas cañoneras confederadas sale del apostadero aprovechando la neblina para atacar y abordar los buques chilenos. La presencia de estas lanchas es descubierta y rápidamente los chilenos sacan sus buques a alta mar y al levantarse la niebla los buques chilenos se lanzan al ataque. Las cañoneras ante el ataque viraron para refugiarse al puerto y cubrirse con los fuegos de los Castillos del Callao, donde a pesar del fuego de las baterías, los buques chilenos se adentraron para atacarlas y para intimar a los buques confederados que se encontraban en el lugar a salir de su fondeadero. Finalmente los buques salen del fondeadero sin sufrir daños de consideración.
Después de esta acción, Blanco Encalada había ordenado al comandante Roberto Simpson mantener el bloqueo del Callao frente a la Isla San Lorenzo con el bergantín Aquiles mientras él con la corbeta Valparaíso fue a Huacho donde hizo aguada. En seguida puso proa al sur, con destino a Valparaíso donde lo llamaba el gobierno.
Al estar el bergantín Aquiles solo frente al puerto, el 5 de febrero salió a batirlo la goleta Yanacocha al mando de Miguel Balareso. Un combate frente a la isla San Lorenzo a larga distancia se produjo entre ambos buques durante algunos minutos, luego la goleta Yanacocha desistió del combate y se retiró al fondeadero mientras iba siendo perseguido por el bergantín Aquiles causándole algunos daños estructurales.
Más adelante a pesar de los esfuerzos por mantener un bloqueo fuerte, la goleta Yanacocha lograría escapar a las costas de Ecuador donde se reuniría con la corbeta Libertad en el río Guayas para refugiarse. En cuanto al bergantín Aquiles con la llegada del bergantín Napoleón al Callao se decidió regresar a Chile.
Por otra parte, en las costas ecuatorianas el comandante Manuel Díaz con el bergantín Orbegoso y la fragata Monteagudo se mantuvo tres meses en Puná, esperando la salida de los buques peruanos para destruirlos o capturarlos.
En la noche del 13 al 14 de febrero los buques confederados después de varios intento fallidos por escapar, protegidos por la oscuridad, se hicieron a la mar saliendo por la boca de Maquillán y navegando por el canal del Morro. La escuadrilla confederada dejó atrás al bergantín Catalina de manera que al amanecer este apareció subiendo el río, por lo que se hizo creer a bordo de los buques chilenos que ese rumbo habían tomado los confederados.
Solo dos días después, y gracias a una nave mercante, Díaz supo que habían salido a alta mar. Determinado el comandante chileno a salir en su persecución levó anclas y cazó sus velas. Al salir del río se encontró con el bergantín mercante Napoleón que le traía provisiones. En alta mar frente a Guayaquil se encontró con los bergantines Arequipeño y Aquiles que traían órdenes de Chile. En cumplimiento de estas, los buques tomaron rumbos distintos: el bergantín Orbegoso se quedó frente a Guayaquil, la fragata Monteagudo salió con rumbo a Talcahuano mientras que el Aquiles y el Arequipeño quedaron al mando de Roberto Simpson.
La operación marítima no dio los resultados esperados. La escuadrilla confederada que estaba en Guayaquil había huido al puerto del Callao, lugar donde un ataque era imposible debido a las defensas que tenía el apostadero. Pese a esto, el 8 de diciembre de 1836, llegó a Chile la corbeta confederada Libertad para entregarse a la Comandancia General de Marina, debido al hostigamiento de la escuadra chilena, lo que provocó que la tripulación del buque se revelara en contra de las autoridades confederadas. Además, el gobierno de Chile dio el siguiente paso de la guerra, llevando fuerzas terrestres por mar para derrotar el ejército confederado y disolver la Confederación Perú–Boliviana.

## Primera expedición restauradora

### Llegada de las fuerzas restauradoras al Perú
El 14 de septiembre de 1837 zarparon desde Chile a Cobija el transporte Napoleón convoyado por la goleta de guerra Peruviana, llevando un cuadro de reclutas voluntarios chilenos (la columna del comandante Frijolet) a ocupar aquel puerto en coordinación con tropas argentinas, para lo cual se había prevenido al general Heredia que destaca una columna sobre Atacama.

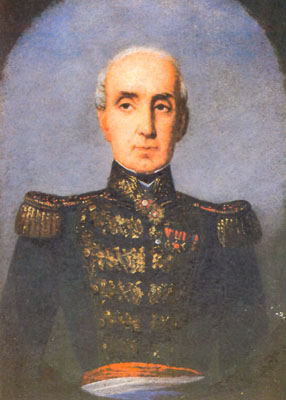
Manuel Blanco Encalada, jefe de la expedición.

El 15 de septiembre zarpó de Valparaíso la que sería la Primera Expedición Restauradora enviada por el gobierno de Chile junto a los peruanos contrarios a la Confederación. La fuerza expedicionaria leva ancla embarcados en 16 transportes y lo convoyaban los buques de guerra Libertad, Aquiles, Monteagudo, Valparaíso, Arequipeño, Orbegoso y Santa Cruz que iban al mando del capitán de fragata Roberto Simpson. La expedición quedó bajo el mando de Manuel Blanco Encalada y estaba compuesta por una fuerza total de 3.200 hombres, entre los cuales figuraba una columna peruana de exiliados compuesta de 402 hombres al mando del general Antonio Gutiérrez de la Fuente. Las acciones de los restauradores estarían coordinadas con tropas argentinas del general Alejandro Heredia para poner dos frentes al enemigo.
La fuerza expedicionaria tocó puerto en Iquique el 22 de septiembre ante la frialdad de la población y de las autoridades. La expedición continua inmediatamente al norte, considerando el mando expedicionario el escaso valor estratégico de la permanencia de la expedición en ese puerto. 
El 24 de septiembre llegan al puerto de Arica, donde esperaba la adhesión al bando expedicionario del coronel boliviano Francisco López de Quiroga, a la sazón prefecto de la provincia Litoral de Moquegua con sus tropas que ascendían a 900 hombres. López había prometido unirse una vez llegada la expedición, pero al llegar a territorio peruano no se pudo contactar ni lograr una señal de él. Blanco al llegar a Arica envió una fuerza para una acción de guerra sobre el puerto atacameño de Cobija, acción que se verifica el 27 de septiembre con una pequeña escuadra compuesta por el transporte Napoleón y la goleta de guerra Peruviana,  a  la  que la población  de  Cobija no  opuso  ninguna  resistencia.

El ejército partió el 15 de septiembre. El 14 había dado la vela para Cobija el transporte Napoleon convoyado por la goleta de guerra Peruviana, llevando un cuadro de reclutas voluntarios (la colunmna del comandante Frijolet) que debian ocupar aquel puerto e iniciar una diversion militar en coordinacion con las tropas argentinas, para lo cual se había prevenido al general Heredia que destaca una columna sobre Atacama.
Campaña del ejército restaurador. El Mercurio de Valparaiso. Enero de
1838.

En  esta  maniobra los chilenos capturaron al administrador de Correos, al Capitán del Puerto y al Comisario. La toma de Cobija duró 11 días, tiempo que se utilizó para requerir información y abastecerse de algunas vituallas que encontraron en los almacenes. El 8 de octubre se dirigen al norte para reunirse al resto de la expedición.
En Arica, ante la frialdad de los escasos pobladores que habían permanecido en la ciudad, y con el engaño manifiesto del prefecto López de Quiroga, el almirante Blanco Encalada da la orden de embarcar  
El día 29 de septiembre llegan al puerto de Islay. Las condiciones del puerto eran tan malas que en el intento naufragó el transporte Carmen donde iba la división peruana. No ocurrieron desgracias humanas pero se perdió armamento y una buena cantidad de pertrechos. Sólo el 4 de octubre se verifica el desembarco un poco más al norte, en el puerto de Quilca, iniciándose de inmediato la marcha para tomar la ciudad de Arequipa.

### Ocupación de Arequipa
Las tropas expedicionarias atravesaron el arenal lleno de cuestas que los separa de su objetivo, sufriendo varios problemas por el cansancio y enfermedades, las que terminaron debilitando al ejército.
Durante la marcha hacia Arequipa, Blanco envió parlamentarios y algunas avanzadas militares para vigilar el movimiento del enemigo. Estas avanzadas tuvieron algunos tiroteos con algunas milicias confederadas.
El 12 de octubre el ejército restaurador ocupó Arequipa (en el Estado Sud-Peruano), pero no encontró la ayuda y adhesión que le habían augurado los agentes peruanos. El coronel Antonio Irisarri, plenipotenciario del gobierno chileno durante la expedición, diría después que los restauradores confiaban en doblar sus fuerzas con la recluta y deserción masiva de cuerpos peruanos a su ejército, la cooperación argentina para distraer cuando menos un tercio de las fuerzas de la confederación, y el entusiasmo de los pueblos peruanos hacia su causa, de los que también esperaban obtener suministros y medios de movilidad. Los restauradores permanecieron inactivos a la espera de pronunciamientos en su favor.
El 26 de octubre el general Ramón Herrera se presentó en el cuartel general como parlamentario de la confederación pidiendo una entrevista a Blanco Encalada. Este paso tenía por objeto entretener en Arequipa al ejército restaurador, hasta reunir los refuerzos que la confederación aguardaba de Bolivia, Puno y Lima.
Mientras, las fuerzas confederadas provenientes del norte peruano y de Bolivia al mando del general Santa Cruz, lograron reunirse, conformando aproximadamente un ejército de 5 000 soldados de las tres armas, para luego avanzar hacia la ciudad de Arequipa. Otra división confederada al mando del general Antonio Vigil salió de Lima al sur, para cortar las comunicaciones entre la escuadra chilena y el ejército de Blanco.
Los restauradores había cometido el mismo error que el general Felipe Santiago Salaverry el año anterior, quien con su ejército restaurador expedicionó también a Arequipa, donde tras ser rechazado por la población fue derrotado en la batalla de Socabaya por el ejército unido de Santa Cruz. 
Mientras esto sucedía en tierra, en el mar algunos buques de la armada chilena empezaron a bloquear puertos peruanos. La goleta Peruviana al mando del teniente primero Tomás Ruedas luego de regresar de su misión en Cobija, y al no encontrar al resto de la escuadra en Islay, zarpó al norte del Perú con la misión de hostigar sus puertos, interferir el comercio por ellos y capturar los mercantes que encontrara a su paso. En estas andanzas arribó al puerto de Santa el 26 de octubre, creyendo que el puerto estaba desguarnecido mando una lancha tripulada por 15 hombres para hacerse de agua dulce sin embargo el capitán del puerto Juan Seguín reunió y armó a un grupo de milicianos con los cuales atacó a los marinos chilenos venciéndolos después de un reñido tiroteo. La goleta se retiró del puerto hacia otra dirección.

### El Tratado de Paucarpata
Al llegar a Arequipa el 14 de noviembre, el ejército confederado maniobró hasta ocupar posiciones favorables en el alto de Paucarpata, que Santa Cruz calificó como el balcón de Arequipa. Inmediatamente ordenó a las tropas que se movilizaran para un posible combate ante el posicionamiento de los restauradores. Pero, al no realizarse combate alguno, Santa Cruz ordenó que pasase rancho a las tropas y se establecieran partidas de vigilancia en diversos puntos. Luego envió una nota a Blanco Encalada pidiendo su rendición bajo condiciones, lo que este aceptó.
La primera reunión, entre los parlamentos Irrisarri y Herrera, tuvo lugar en el poblado de Sanbandía y duró más de cuatro horas durante las cuales Irrisari también exigió garantías para los peruanos venidos con la expedición, entre los que figuraban el general La Fuente y el coronel Ramón Castilla, lo cual Santa Cruz aceptó.
El 17 de noviembre de 1837, luego de dos negociaciones donde Blanco Encalada pidió garantías para sus tropas y para Chile, celebraron el Tratado de Paucarpata. Por parte de la República de Chile, Blanco Encalada y Antonio José de Irisarri. Por parte de la Confederación Perú-Boliviana, Anselmo Quiroz y el chileno Ramón Herrera, quien era presidente del Estado Sud-Peruano. 
El tratado establecía la devolución de los barcos apresados por Chile, el restablecimiento de las relaciones comerciales, la retirada de los ejércitos restauradores con todos sus implementos y el reconocimiento de la deuda reclamada por el gobierno chileno por el apoyo brindado a la independencia del Perú. El cumplimiento del Tratado fue puesto bajo la garantía del Gobierno del Reino Unido.

El 18 de noviembre empezaron a desfilar los cuerpos del ejército sobre Quilca (Arequipa), con escepcion del Portales i del Valdivia, que presenciaron el 19 la entrada triunfal de Santa Cruz en Arequipa i le rindieron honores militares. El cuerpo del ejército chileno que llevaba el nombre de la ilustre víctima del Baron (se refiere al batallon Portales) haciendo honores a Santa Cruz!... Faltaba este nuevo vilipendio para completar sin duda la serie de desaciertos que por resultado de la última campaña, han dado, en lugar de la independencia de dos naciones americanas i de la libertad de dos pueblos hermanos, el tratado de Paucarpata, transaccion tan precaria como indigna de las altas razones politicas i de los justos motivos en que Chile apoya la guerra que ha declarado el tirano del Perú i de Bolivia.
Campaña del ejército restaurador. El Mercurio de Valparaiso. Enero de 1838.

El 18 de noviembre de 1837 desfilan los cuerpos del ejército restaurador en dirección al embarcadero de Quilca, con excepción del Portales y del Valdivia que se quedaron a recibir al ejército confederado. Esto causó gran indignación en Chile, especialmente que un cuerpo de su ejército que llevaba con el nombre de Portales rindiera honores a Santa Cruz. El 19 noviembre se produjo la entrada triunfal de Santa Cruz en la ciudad de Arequipa.  
En los días siguientes el ejército chileno se dirigió a la caleta de Quilca, de donde se reembarcó para su patria, quedaron en la ciudad, junto al coronel Antonio Irrisari, aproximadamente cien oficiales y soldados enfermos. El 18 de diciembre, dos días después de la llegada de Blanco Encalada a Valparaíso, el gobierno chileno emitió un decreto desconociendo el tratado firmado, aduciendo entre otras cosas que los representantes chilenos no tenían facultades para negociar la paz, por lo que el estado de guerra continuaría como antes del tratado de Paucarpata. Los términos del acuerdo no sólo no convencieron sino que fueron ampliamente rechazados no sólo por el gobierno chileno, sino también por la opinión pública en general, que ahora estaban totalmente a favor de la guerra. Por los resultados de esta campaña fueron levantados cargos en Chile contra el general Manuel Blanco Encalada y el coronel Antonio Irisarri, aunque el primero de ellos fue finalmente absuelto, no ocurrió lo mismo con el segundo, que tras ser juzgado y condenado por alta traición hubo de exiliarse en Colombia.
El acuerdo de Paucarpata estipulaba que los barcos de guerra confederados apresados antes de la guerra por orden de Diego Portales: la barca Santa Cruz, el bergantín Arequipeño y la goleta Peruviana debían ser devueltos, pero esto no se concretó. A la goleta Peruviana, al arribar a Pisco el 22 de diciembre, se le impuso la firma del Tratado de Paucarpata. Apremiado por el gobernador de Pisco, al no entregarle más víveres que los necesarios para llegar al Callao, recaló en ese puerto, donde se le exigió la entrega de la nave. Como el Comandante de la Peruviana, Tomás Ruedas no había recibido instrucción alguna del Gobierno de Chile, trató de zarpar inmediatamente después de una reunión con el ministro de Guerra, pero la falta de viento lo impidió, siendo capturado junto a su tripulación luego de un combate en su cubierta.
Se han hecho severas críticas a Santa Cruz por no haber liquidado en esta oportunidad al ejército expedicionario que era numéricamente y materialmente inferior, al cual se le dejó partir con sus elementos bélicos pudiéndose haber conseguido una victoria decisiva contra los opositores del proyecto confederado. Se cree que debido al americanismo imperante entre los personajes representantes de ambos ejércitos se llegó al acuerdo mutuo de paz. A pesar de la retirada de las fuerzas expedicionarias de territorio confederado, al año siguiente se prepararía una Segunda Expedición mucho más numerosa que regresaría al Perú con el fin de destruir a la Confederación.

### Expedición naval de Morán a las costas chilenas

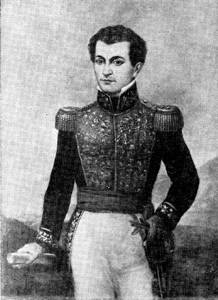
General José Trinidad Morán.

Tres días después de la ocupación de Arequipa por las fuerzas expedicionarias provenientes de Chile, zarpó del Callao una escuadra confederada al mando del general venezolano José Trinidad Morán, quien con 400 hombres a bordo de las corbetas Socabaya y Confederación y el bergantín Congreso, la cual tenía como misión incursionar en las costas chilenas, hostilizar sus puertos y liberar al general chileno Ramón Freire quien, tras correr peligro de ser condenado a muerte, había sido recluido en el presidio ubicado en las islas de Juan Fernández.
Mientras el ejército restaurador permanecía inactivo en Arequipa y el ejército confederado de Santa Cruz se aproximaba a la ciudad, la expedición de Morán continuó su viaje arribando el 14 de noviembre en las islas Juan Fernández. Allí, Morán tuvo conocimiento de que Freire había sido exiliado a Australia, donde permaneció hasta 1842.
La guarnición chilena compuesta por 51 soldados al mando del teniente del batallón Carampangue Andrés Campos, quien además era gobernador de la isla, fue tomada completamente por sorpresa. El general Morán envió al sargento mayor Nicolás Freire, sobrino peruano del general Ramón Freire, a solicitar la rendición y entrega de la plaza, armas y municiones. La guarnición de la isla rehusó rendirse y luego de una respetable resistencia tuvo que retirarse al interior desde donde finalmente acordó su capitulación y la entrega de la isla. Los términos de rendición fueron suscritos a efecto de «evitar la efusión de sangre infructuosa por la escasez de recursos que el expresado gobernador tiene para hacer una honrosa defensa y salvar sus responsabilidades». El artículo 2 establecía que «todos los señores que se hayan confinados en esta isla por el gobierno de Chile quedan en completa libertad»; por otra parte, el artículo 3 señalaba que los oficiales chilenos y sus familias quedaban en completa libertad de abandonar la isla o permanecer en ella, según fuera su parecer, con la sola condición de «no poder en ningún tiempo durante esta guerra tomar las armas contra la Confederación».
Tras destruir las instalaciones del presidio y las defensas militares de la isla, la expedición confederada se reembarcó, no sin antes recibir en sus buques a 24 individuos de la guarnición y 16 de los confinados. Aquellos que no quisieron esa opción, se embarcaron en la corbeta ballenera estadounidense George Washington que los trasladó al continente.
Tras obtener la capitulación de la guarnición chilena de la isla Juan Fernández y ocupar brevemente la población, la escuadra confederada al mando del general José Trinidad Morán zarpó en demanda del puerto de Talcahuano a donde arribo el 23 de noviembre y donde se produjo un enfrentamiento. Tras adelantarse el general Morán con la corbeta Socabaya a reconocer el puerto, el cual se encontraba defendido por dos fuertes y una guarnición de soldados, y luego de desistir de batir los fuertes por las nulas ventajas que esto le traería, según expreso en su parte oficial, ordenó que dos lanchas tripuladas con 8 hombres cada una al mando de los tenientes Loayza y Valle Riestra se dirigieran al fondeadero con la finalidad de obtener noticias de los buques extranjeros que se encontraban surtos en el lugar. Al ver aproximarse las lanchas los defensores en tierra creyeron que se trataba del preludio de un desembarco y abrieron fuego sobre ellos logrando alcanzar a dos marinos peruanos. Pese a aquello, los confederados logran su cometido de obtener información y, al notar la inminente llegada de tropas chilenas provenientes de Concepción al mando del intendente Manuel Bulnes las dos lanchas confederadas regresan a la corbeta Socabaya. Cuando el general Bulnes arribó al puerto hizo desplegar sus fuerzas en la playa permaneciendo los confederados en la bahía hasta las 6 de la tarde en que soltaron velas retirándose del lugar.

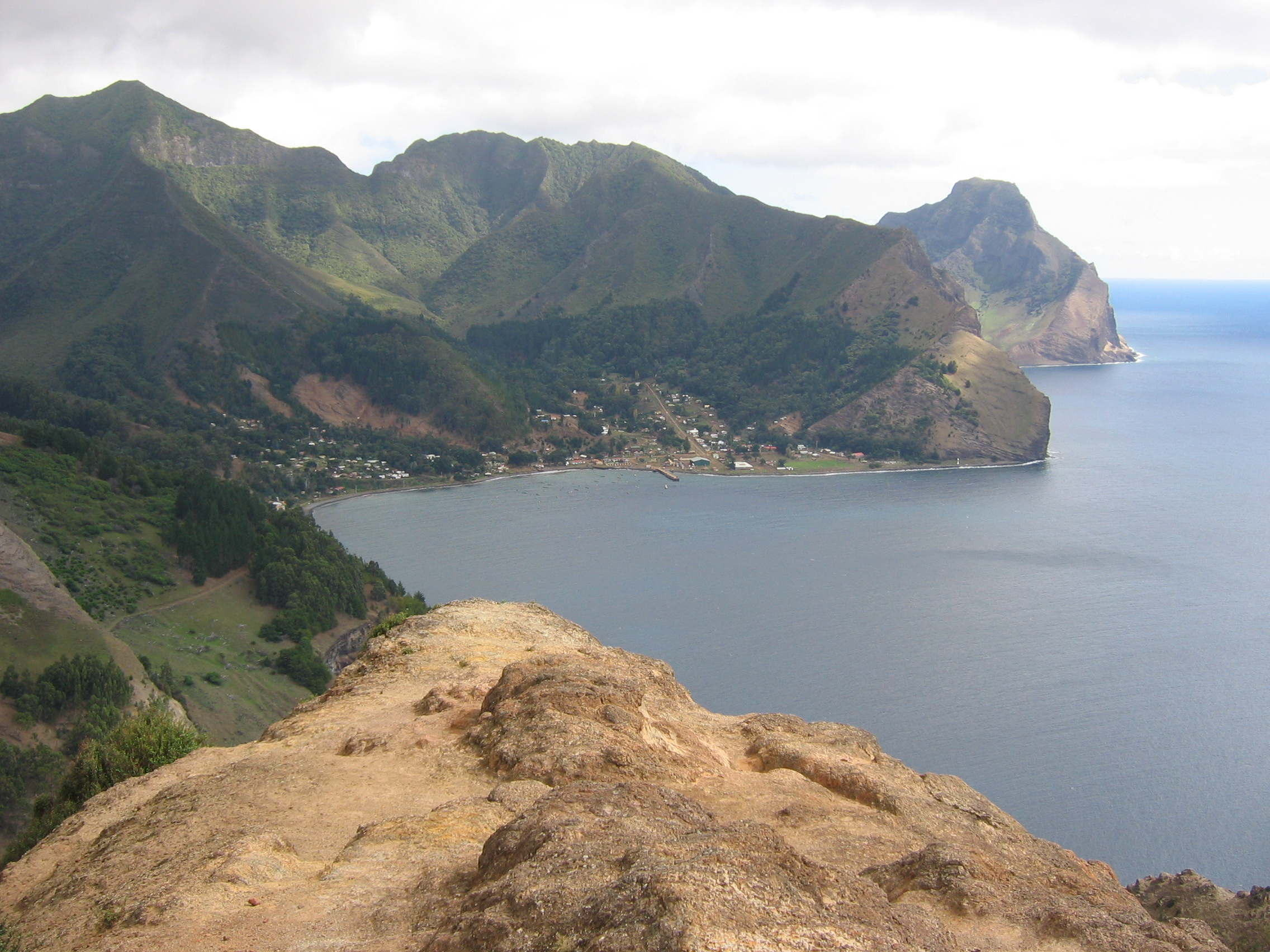
Vista en la isla Juan Fernández de la bahía de Cumberland donde fondearon las naves confederadas.

Con la finalidad de reconocer y hostilizar las costas chilenas la expedición de Morán zarpó al norte arribando al puerto de San Antonio el 28 de noviembre donde capturó al bergantín mercante Feliz Inteligencia que se encontraba cargando maderas y no opuso resistencia. Luego intento un desembarco al puerto cuyos defensores, según refiere en su parte el general Morán, habían enarbolado una bandera de parlamento, sin embargo a poco de desembarcar los cinco hombres que conducía el bote que para tal efecto había enviado escoltado por una lancha artillada al mando del alférez Vieiras, fueron emboscados por las milicias de la población siendo tres de ellos tomados prisioneros y habiendo logrado ganar la lancha a nado los dos restantes. Tras contestar el fuego que le dirigían de tierra con la metralla del cañón que portaba, la lancha confederada retornó a su corbeta llevando consigo dos hombres muertos y cuatro heridos, entre estos últimos el alférez Vierias. Para contrarrestar el ataque la corbeta Socabaya dirigió ocho cañonazos sobre los defensores logrando dispersar a las milicias de huasos montados que habían hecho aparición a galope.
El bergantín 'Fundador' se separó del resto de la flotilla para aprovechar el viento cerca de Valparaíso donde captura el 30 de noviembre a la barca Fletes. Se le avista desde el vigía de Valparaíso intentando dar caza a otro barco mercante que a toda vela se dirigía al puerto. Le persigue hasta venir a distancia de dos tiros de cañón de la batería de Playa Ancha. Luego vira y va a reunirse con sus compañeros que iban ya con rumbo al norte. Los confederados recalaron en el puerto de Huasco el 5 de diciembre donde la población fue víctima de algunos disparos de las tropas confederadas.
La última operación de la expedición confederada en las costas chilenas fue el 6 de diciembre en Caldera, puerto donde se sabía estaban almacenadas barras de oro, plata y cobre. No obstante, los botes no contaron con el apoyo de la artillería de a bordo y los tiradores desde la playa los obligaron a regresar con algunas pérdidas, finalmente Morán retira del puerto para regresar definitivamente al puerto del Callao.
La expedición de Morán a su regreso al Perú, sería homenajeada por el Protector Andrés de Santa Cruz el 27 de diciembre en Lima. Morán también se enteraría de la firma del Tratado de Paucarpata el cual ponía fin a las hostilidades con Chile.
El viaje duró 50 días, no encontrando resistencia alguna en el mar y obtuvo como recompensa dos buques mercantes, mas no se logró interrumpir el comercio y crear pánico en las poblaciones costeras. Además de intentar rescatar a Ramón Freire. 
Algunos autores chilenos sostienen que la expedición Morán tenía por finalidad también ocupar el puerto de Talcahuano, promover pronunciamientos y sublevaciones en el ejército chileno y capturar a su jefe el general Bulnes, esto sin embargo no ha sido documentalmente demostrado, no existiendo mención a estos supuestos planes en las comunicaciones y partes que desde puertos chilenos dirigió el general Morán al protector Andrés de Santa Cruz.

### Combate naval de Islay y captura de la corbeta "Confederación"
El 3 de enero de 1838, el comandante Miguel Saldívar tuvo conocimiento que Chile había desaprobado el tratado y que su escuadra se dirigía al Perú, por lo que zarpó a Islay para concentrar las fuerzas navales confederadas, fondeando en ese puerto el 8 de enero.Los días 12 y 13 de enero de 1838 en las afueras del puerto peruano de Islay, se enfrentaron una división naval de la Armada de Chile bajo las órdenes del marino inglés Roberto Simpson, nacionalizado chileno, compuesta de los bergantines "Aquiles" y "Arequipeño", las corbetas "Libertad" y "Valparaíso" y la fragata "Monteagudo", contra una confederada al mando del comandante Juan José Panizo formada por la corbeta "Socabaya" y los bergantines "Fundador" y "Junín". 
La historiografía peruana sostiene que se trató de una victoria confederada, debido a que el comandante Panizo logró evitar que sus naves fueran capturadas o hundidas por un enemigo materialmente superior, logrando incluso salvar el más lento de sus buques y responder con éxito el fuego enemigo en su retirada. La historiografía chilena considera este combate como una acción menor de la guerra, donde la flota confederada solo se limitó a huir exitosamente gracias a la pericia de Panizo, en la cual Simpson no continuó el combate porque las naves confederadas eran dueñas del barlovento, es decir, del lado favorable del viento. Simpson ordenó detener la persecución y continuó hacia el Callao, donde llegó el 17 de enero.
Llegada la escuadra chilena a la isla San Lorenzo, frente a El Callao, Simpson hizo capturar un bote, por cuyos tripulantes supo que la corbeta "Confederación" había zarpado unas horas antes con destino a Arica por lo que envió a la coberta "Libertad", al mando del galés Santiago Jorge Bynnon, en su caza. Al amanecer del día 18 la "Libertad" logró darle alcance.
El capitán Jorge French, comandante de la "Confederación", había dejado el Callao sin tener conocimiento de la ruptura del Tratado de Paucarpata por parte de Chile y no había tomado previsión alguna para un eventual encuentro hostil con naves enemigas por lo que su tripulación fue tomada por sorpresa cuando la corbeta "Libertad" avanzó resueltamente en su persecución enarbolando su pabellón de combate. Aproximadamente a las 10 de la mañana la "Confederación" abrió fuego sobre su perseguidora que teniendo el barlovento a su favor ganó rápidamente distancia contestando a la vez los disparos de su enemiga. Tras un intercambio de cañonazos de 20 minutos la corbeta "Confederación" enarboló una bandera de parlamento tras lo cual envió un bote con un oficial, quien a nombre del general confederado José Ballivián, embarcado a bordo, protestaba por ese ataque realizado cuando ya se había firmado la paz, el comandante Bynnon le informó de la decisión del gobierno chileno de desconocer el tratado alegado y le hizo prisionero junto al resto de sus hombres. Seguidamente la corbeta confederada fue abordada y capturada sin resistencia.
Al día siguiente ambas naves regresaron al Callao, donde fondearon en la isla San Lorenzo reuniéndose allí con el resto de la escuadra chilena. Después de algunas acciones menores, la escuadra chilena entró al puerto de Valparaíso el 19 de febrero con la corbeta "Confederación", que desde ese minuto pasó a servir en la Armada de Chile.

## Segunda expedición restauradora
En enero de 1838, en Perú se tuvo conocimiento que Chile había desaprobado el tratado y que su escuadra se dirigía al Perú a continuar las hostilidades contra lo que quedaba de la Armada Confederada Perú-Boliviana. Carlos García del Postigo fue nombrado el 30 de enero de 1838 como jefe de la escuadra chilena y tomó el mando directo de la primera división de esta, que comandó desde la corbeta "Libertad", su insignia, además de la corbeta "Valparaíso", los bergantines "Aquiles" y "Arequipeño" y la goleta "Colo Colo". 

### El bloqueo naval del Callao
Con las fuerzas bajo su mando, García del Postigo zarpó de Valparaíso el 17 de abril puesto que el gobierno le encomendó la tarea de bloquear el Callao y puertos adyacentes de Chorrillos y Ancón, mientras que la segunda división de la escuadra chilena, al mando de Roberto Simpson, quedó en Valparaíso organizando los transportes para el zarpe de las fuerzas chilenas expedicionarias del general Manuel Bulnes. Este bloqueo sobre el puerto del Callao se estableció con sus naves efectivamente el 1 de mayo. Más tarde se le uniría el 6 de agosto la goleta "Janequeo".
El 7 de mayo el bergantín confederado "Fundador", con apoyo de lanchas cañoneras, hizo un intento de provocar a los navíos chilenos a un encuentro atrayéndolos hacia el campo de tiro de las baterías terrestres y hacia los demás buques, pero García del Postigo no se dejó arrastrar. La labor de los bloqueadores, salvo estos esporádicos incidentes, era tediosa y desgastadora por las apremiantes necesidades logísticas de agua, leña y hasta víveres. García del Postigo suspendió momentáneamente el bloqueo para ir con la división a Huacho, distante unos 110 km, donde se presentó el 19 de junio para hacer aguada y volver al día siguiente.
Mientras en Chile se preparaba la Segunda Expedición, comenzaron las deserciones en el seno del Estado Nor Peruano. El descontento contra Santa Cruz se generalizó por completo.  
Orbegoso pidió que la división de Nieto, en Trujillo (división del ejército del norte) se dirigiera a Pativilca (Lima) a apoyarlo, atravesando los desiertos pantanosos de Casma y de Huarmey. El 10 de julio llegó la división Nieto a Chancay (64 km al norte de Lima). Orbegoso temía que Nieto estaba por la independencia, pero creía que podría contenerlo. Las fuerzas peruanas ascendían el 11 de julio a 4.136 hombres: 2.036 en Lima, 900 en el Callao y 1.200 en Pativilca.
El 10 de julio de 1838 partió la Segunda Expedición desde Valparaíso: 26 barcos de transporte y 5.400 hombres, a cargo del general Manuel Bulnes Prieto, sobrino del Presidente chileno. Fueron escoltados por la corbeta "Confederación", la fragata "Monteagudo", la barca "Santa Cruz" y la goleta "Janequeo". Los generales peruanos Gamarra, Castilla, entre otros, se integraron a la expedición.
El 25 de julio se reunió un Consejo de Ministros en Lima, cuyos sentimientos peruanistas ya eran completamente públicos, mientras Orbegoso regresaba a Lima con sus tropas.
El 29 de julio se reunió un Cabildo Abierto en Lima, a pesar de la guarnición santacrucina de Lima, resultando un acta que declaraba la independencia del Perú, el regreso a la Constitución del 34, la ratificación de la presidencia de Orbegoso, la cesación de la guerra con Chile, y el llamado a Lima de la división Nieto.
El 30 de julio, Orbegoso se decidió a abandonar a Santa Cruz, salió a caballo a la plaza, arengó al pueblo y a la tropa. El mismo 30 de julio Orbegoso expidió un decreto y una proclama declarando la independencia del Estado Nor-Peruano. 
Mientras se sucedían estos acontecimientos, el bloqueo del Callao enfrentó toda clase de vicisitudes, ante la manifiesta dificultad impuesta por las fuerzas navales de naciones europeas como Gran Bretaña, Francia y Estados Unidos que protestaban por el bloqueo y que, en aquella época, apoyaron hasta cierto punto la causa de la Confederación impidiendo un bloqueo efectivo del puerto. García del Postigo tuvo que mantener todas sus fuerzas navales en el Callao y limitarse a impedir la salida de los buques de guerra confederados y que estos no hostilizaran los transportes que venían para desembarcar las tropas restauradoras.
Las naves de la "Segunda Expedición Restauradora", escoltados por la segunda división de la Escuadra al mando de Roberto Simpson arribaron el 3 de agosto a la islas Hormigas de afuera, situadas aproximadamente a 62 km al oeste del puerto del Callao. Por noticias recibidas de tierra, había que esperar el desarrollo de los acontecímientas en territorio peruano, pues el General Orbegoso estaba sublevado contra la autoridad del Mariscal Santa Cruz, y luego de ocupar con sus tropas Lima y Callao, se había declarado Presidente del Estado Nor-Peruano.
La intención del general en jefe era desembarcar sus tropas a la mañana siguiente por el muelle de Callao, en la esperanza de ser visto como un aliado; pero tras entrevistarse con un delegado de Orbegoso y de enviar a este a Victorino Garrido, intercambiando cartas muy conceptuosas, se disiparon las ilusiones de Bulnes. Orbegoso no permitiría el desembarco del ejército.
Entonces Bulnes resolvió desembarcar sin permiso esa misma tarde en Ancón, distante unas 20 millas al norte. La flota se desplazó a ese puerto, iniciándose el desembarco al atardecer del 6 de agosto y a la medianoche ya estaba en tierra una división capaz de resistir una sorpresa, la que ocupó los caminos hacia Lima. El 7 de agosto estaba casi todo el ejército en tierra. García del Postigo había logrado su objetivo y las fuerzas expedicionarias al mando de Bulnes, y convoyadas por la segunda división naval del capitán de navío Roberto Simpson, alcanzaron Ancón sin dificultades.
Terminada la operación sin que hubiera resistencia de los peruanos, la división de Simpson se trasladó a Chorrillos junto con los transportes, mientras la primera división continuaba el bloqueo de Callao.
El 9 de agosto, el coronel Porras, a nombre de Orbegoso, protestó y le intimó a que se retirara sobre la villa de Chancay como condición para todo pacto, y que permaneciese allí seis días, donde el gobierno le suministraría los refrescos necesarios. También conversaron Tambo-Inga Nieto y Castilla, sin acuerdo pues Nieto insistía en la retirada chilena a Chancay. Bulnes y Orbegoso continuaron escribiéndose entre el 9 al 14 de agosto. pero Bulnes no debía retardar las operaciones sobre Santa Cruz. Porras respondía que el Perú libre no había solicitado el auxilio chileno, que su territorio había sido violado, que con el reembarco chileno en nada se comprometía la campaña, pues Santa Cruz se hallaba en el sur del Perú o en Bolivia.
El 11 de agosto, el Ejército Restaurador se movió sobre el flanco derecho del ejército peruano, situado en Chacra de Cerro. El ejército peruano se plegó sobre Aznapuquio, posición tenida por inexpugnable.
El 13 de agosto Bulnes se entrevista con Nieto en Chacra de Cerro. Nieto dice que conseguiría permiso para que el ejército chileno pasase al sur de Lima sin entrar en ella, proporcionándosele recursos. El 14 se convino un manuscrito de acuerdo. Mientras, las acequias que conducían agua al campamento chileno eran cegadas; vendedores de frutas introducían la diarrea y los hospitales se llenaban. 
El día 14 de agosto, Porras a nombre de Orbegoso, declaró las hostilidades porque ya no era posible la ilusión de paz “después que invadido el territorio se comete el vandalaje más escandaloso sobre los pacíficos vecinos, se toman sus propiedades con descaro y no se guarda la menor consideración a un pueblo que por sí sólo ha destrozado sus cadenas”.
Santa Cruz estaba en el sur del Perú con la mayor parte del ejército Confederado. Permanecía cerca de Lima sólo una división junto con las tropas del Estado Nor-Peruano, al mando de Orbegoso, junto a Nieto y Vidal. Las tropas confederadas de los generales Otero y Morán se retiraron a Junín.
En el Ejército Restaurador se citó a los jefes y oficiales y habiéndoles leído la nota de Orbegoso, se propuso que eligiesen entre hacer la guerra en las filas del Ejército Restaurador, o tomar otro partido. La mayoría adoptó lo primero. Nueve peruanos se separaron de la expedición: Pardo y Aliaga, Vivanco, Martínez, Balta y Ugarteche, los hermanos Viveros, Basagoitia. El grupo de disidentes se retiró al lugar llamado Copacabana. 

El 17 de agosto se inició un bloque al Callao. Bulnes supo en la tarde de ese día, que la escuadra chilena había atacado en la noche anterior la Fortaleza del Callao, y sacado de la bahía a la Corbeta "Socabaya" y cuatro lanchas cañoneras, echando a pique el bergantín "Congreso". 

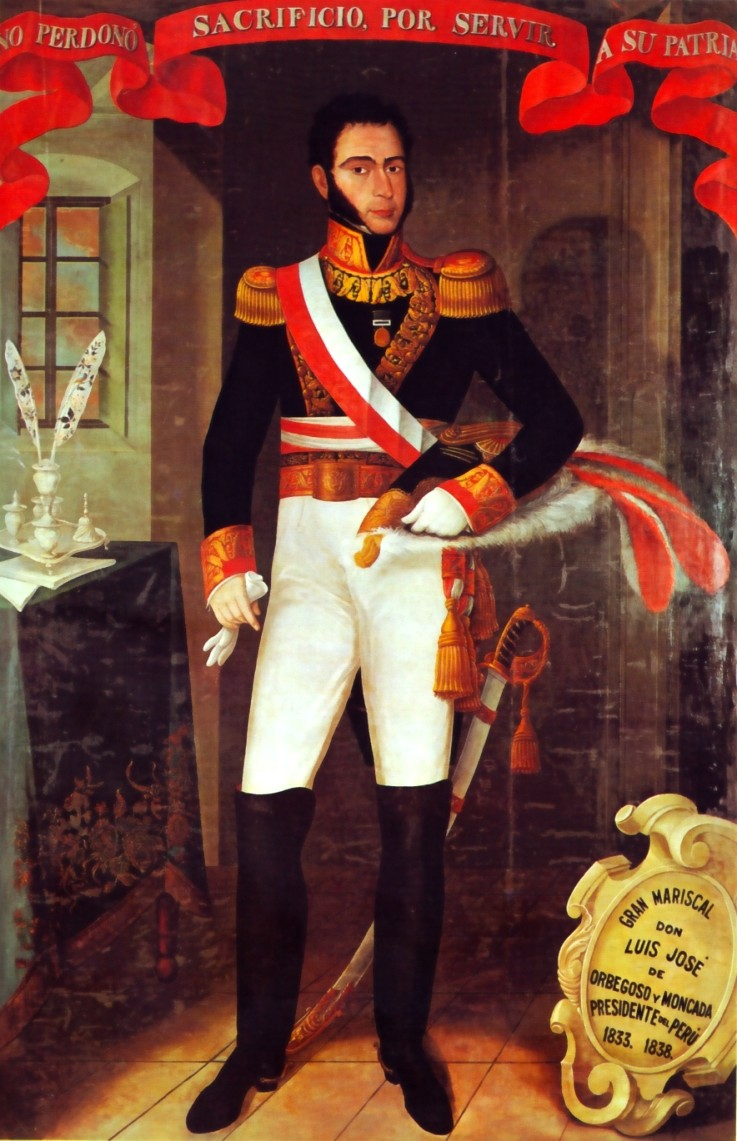
Luis José de Orbegoso, presidente de la República Peruana del Norte

### Combate de Portada de Guías y Ocupación de Lima
El Ejército Restaurador se movió de La Legua por Bocanegra hacia la Portada de Guía. La diferencia numérica entre los ejércitos era clara: unos 5 mil restauradores contra unos 1.300 orbegosistas. 
El 21 de agosto de 1838 se produjo la batalla de Portada de Guías (frente a una portada de la ciudad, actual cruce de av Túpac Amaru y Caquetá). La versión oficial chilena dice que Bulnes mandó nuevas notas conciliatorias a Orbegoso, Nieto y Vidal. Pero que una descubierta chilena de 25 cazadores a caballo que marchaba adelante de la vanguardia se vio atacada de improviso en un callejón por un número considerable de guerrilleros que se ocultaban tras de las tapias, y cuando el resto del ejército chileno se esforzaba por acudir en su protección, el ejército peruano se precipitó también sobre ella. Así comenzó entonces la batalla general.
En esta Batalla los restauradores lograron la victoria. La República Peruana del Norte pierde 1.000 hombres aproximadamente, entre muertos, heridos y prisioneros, y el Ejército Restaurador tiene 40 muertos y 141 heridos.

### Ocupación de Lima
Luego de la batalla de Portada de Guías, Lima es ocupada, y se restablece la Constitución de 1834. 
El 24 de agosto de 1838, un Cabildo Abierto en Lima encarga a Gamarra el Poder Ejecutivo, y reconoce el apoyo de las fuerzas chilenas para derrotar a Santa Cruz. 
Para reforzar el ejército unido restaurador, en Lima los coroneles Frisancho y Torrico organizan los batallones Cazadores y Legión Peruana. Castilla se dirige a Chancay, y La Fuente parte hacia Trujillo.
Orbegoso permaneció oculto en Lima durante unos días, hasta que se dirigió disfrazado al Callao, siendo reconocido y recibido a balazos. Se ocultó en la orilla del mar y al día siguiente halló refugio en el Real Felipe, ocupada por su guarnición y por las tropas supervivientes de la Batalla de Guías, al mando de Domingo Nieto. Desde allí declaró que se proponía hacer la guerra a Chile con el mismo empeño que a Santa Cruz; pero se negó a tratar con Gamarra, cuando este le ofreció un acuerdo para batir a Santa Cruz. El general Nieto que se había refugiado en el Castillo el 21 en la noche, no queriendo ser obedecido por el coronel Manuel de la Guarda ni por parte de la guarnición del Castillo, se embarcó de manera voluntaria el 26 de agosto en un buque extranjero consiguiendo llegar a Supe y luego a Guayaquil, optando así por el destierro.
El 18 de septiembre de 1838 se desarrolla el combate de Matucana ocurrido en el pueblo de Matucana ubicado en la sierra del departamento de Lima, ocupado por un destacamento del Ejército Unido Restaurador, de 212 plazas al mando del coronel Sesse, más una columna peruana de 60 cazadores al mando del coronel Torrico, y el coronel Plascencia. El Resultado fue una victoria Restauradora, aunque en el lado Boliviano, el general Otero dijo en su parte de la acción que había triunfado, pero fue reprendido por el alto mando porque “por primera vez las tropas confederadas han vuelto la espalda al enemigo”. Por su parte, Santa Cruz afirmó en su manifiesto de 1840 que este combate sin trascendencia quebrantó la moral de su ejército.
Con motivo de la declaratoria del bloqueo del Callao, los agentes de Francia, Estados Unidos y la Gran Bretaña habían solicitado prórroga de algunos días. El 13 de septiembre se dirigieron al general en jefe del Ejército Restaurador, general Bulnes, declarando que no reconocían el bloqueo; e instados a explicar la causa de su conducta respondieron que al bloqueo le faltaba una declaración formal y que el Callao no estaba bajo el dominio del general Santa Cruz a cuyo gobierno solamente había declarado la guerra Chile. Esto motivó la declaración de guerra de Chile al gobierno de Orbegoso el 17 de octubre de 1838 junto con el decreto oficial del bloqueo del Callao de la misma fecha.
El 20 de octubre de 1838 Orbegoso anunció un nuevo pacto con Santa Cruz. Orbegoso le envió desde el Callao refuerzos al mando del coronel Guarda. Pero Santa Cruz envió al coronel Guarda de vuelta a la fortaleza del Callao en calidad de gobernador. Orbegoso recibió la notificación de que estaba en libertad para permanecer en el país o dirigirse al extranjero, y se embarcó en una goleta mercante, rumbo a Guayaquil el 4 de diciembre.

### Retirada de Bulnes desde Lima al Norte
El ejército de Bulnes no podía derrotar a las tropas de Orbegoso atrincheradas en la Fortaleza del Real Felipe. El ejército estaba siendo diezmado por enfermedades-epidemias y falta de alimentos, mientras Santa Cruz se acercaba de manera amenazante. 
El 29 de octubre de 1838 se celebró un consejo de guerra en Lima con Gamarra, Bulnes, Castilla, de la Cruz, Garrido, Torrico y Plasencia, y se concluye lo desventajoso que sería esperar al ejército confederado a vanguardia de una ciudad, teniéndose que abandonar el bloqueo del Callao cuya guarnición podía unirse a Santa Cruz, cortando además la comunicación con el Norte y con los buques restauradores; se resuelve que lo más seguro y militar es ocupar con el ejército desde Huaraz hasta Trujillo en el norte, dejar el paso a Santa Cruz para que entre a Lima, poniendolo en la necesidad de que busque a los restauradores desmembrando sus fuerzas, por las guarniciones que dejaría en el Callao y ciudad, o por las bajas que experimentaría en desertores y enfermos en una marcha dilatada.
El 8 de noviembre de 1838 el ejército restaurador salió de Lima, embarcando la infantería y la artillería el 11 del mismo mes, mientras la caballería marchaba hacia Chancay. Se reunirían todas las tropas en el Callejón de Huaylas donde el clima era mejor, y mejor abastecimiento.
El 13 de noviembre de 1838 el ejército restaurador desembarcó en Huacho, generándose diversas escaramuzas aisladas con las tropas confederadas, que seguían el mismo camino que los restauradores a partir de Recuay.
Santa Cruz aprovechó la salida del ejército expedicionario y ocupó Lima el 10 de noviembre. La demora de Santa Cruz en avanzar sobre Lima, perdiendo una oportunidad para batir a sus enemigos restauradores fue muy censurada.

### Organización de una escuadra corsaria para la Confederación
El 17 de junio de 1837 Santa Cruz emitió un decreto otorgando patente de Corso y autorizando para operar contra cualquier nave enemiga de la Confederación. Con ello, Santa Cruz obtiene la ayuda de marinos varios extranjeros y buques mercantes en el Callao, a los que armó para que operaran contra la escuadra chilena que bloqueaba el puerto. 
En 1838 llegó al puerto del Callao el francés Juan Blanchet al mando de la corbeta mercante francesa Edmond. Se incorporó el mercante Shanrock al mando de Guillermo Mason, y posteriormente la barca "Mexicana" y la goleta "Perú" mandada por Enrique Silvester. 

### Combate naval del Callao
Ver artículo principal: Combate naval del Callao (1838)
El comandante Santiago Jorge Bynnon había quedado a cargo del bloqueo, con la escuadra chilena compuesta por 3 embarcaciones: las goletas Colo-Colo y Janequeo y el bergantín Aquiles. 
El 24 de noviembre de 1838, del Callao salen 5 embarcaciones: la corbeta Edmond y la goleta Shanrock, apoyadas por tres lanchas cañoneras dirigidas por San Julián. Después de un intercambio de balas de dos horas contra la fuerza bloqueadora en retirada, las naves de Blanchet viraron de vuelta al fondeadero del Callao. Los buques chilenos, viraron también, para seguir a su enemigo hasta aproximarse al cabezo de la isla de San Lorenzo, donde permanecieron el resto del día sin que las fuerzas navales confederadas tratasen nuevamente de salir del abrigo del puerto.
Atendiendo al mal estado en que se encontraban las goletas Janequeo y Colo cólo después de una larga campaña y de constantes servicios en la mar, pero sobre todo lo escaso de sus tripulaciones, y por otra parte ineficaz mantener el bloqueo del puerto, se resolvió suspender el bloqueo y dirigirse al puerto de la Barranca. Cuando Bynnon arribó, Roberto Simpson desaprobó lo actuado y dispuso inmediatamente el regreso a Bynnon al Callao, pues preveía las consecuencias funestas que el levantamiento del bloqueo del Callao podía tener para la fragata "Valparaíso", que ignorante de la situación se dirigía como refuerzo al Callao, donde esperaba reunirse con la flota bloqueadora, y los transportes chilenos que en esos momentos navegaban sin protección alguna conduciendo tropas y suministros al ejército restaurador a lo largo de la costa peruana.

### Acciones de la escuadra corsaria confederada
Con el levantamiento del bloqueo, Blanchet se hizo mar afuera el 27 de noviembre, capturando unos días después el "Arequipeño" en Supe. Al día siguiente en Samanco capturó la fragata Saldivar y el bergantín San Antonio. Al no encontrar Blanchet en ellos nada de valor y no disponiendo de hombres suficientes para tripularlos, procedió a evacuar a sus tripulaciones e incendiarlos, quedando ambas naves completamente destruidas. El error de juicio de Bynnon obligó a la escuadra chilena a levantar el bloqueo para dirigir sus esfuerzos a proteger sus transportes y líneas de comunicaciones.
No contento con estos éxitos, volvió Blanchet al norte buscando la oportunidad de sorprender otros buques y el 5 de diciembre en Santa se encontró con las fuerzas de Bynnon y Simpson, es decir una fuerza abrumadora comparada con la propia, por lo que viró hacia el Callao perseguido por los buques chilenos hasta la noche cundo los contendores se perdieron de vista, volviendo los chilenos a Santa mientras los corsarios confederados, escasos de víveres, continuaron a El Callao.
El 15 de diciembre de 1838 la flotilla de Blanchet llegó a El Callao siendo recibido con gran regocijo por su victoriosa incursión, que le había restado un buque a la Escuadra chilena, y dos transportes de su aparato logístico.

### Combate Naval de Casma
Ver artículo principal: Combate naval de Casma
Santa Cruz ordenó a Blanchet una segunda incursión al norte para atacar buques chilenos. La flotilla corsaria estaba integrada por 4 embarcaciones: la Edmond (insignia, al mando de Blanchet), el Arequipeño (recientemente capturado), la Mejicana y la Perú. 
El 10 de enero fondeaban en Casma (370 kilómetros al norte de Callao) una división naval chilena al mando de Simpson, con el mercante Isabella para cargar la leña, y 3 embarcaciones para proteger al mercante: la Confederación, la Valparaíso y la Santa Cruz.
El día 12 a mediodía, se anuncia la presencia de cuatro velas desde el sur. Blanchet que se había enterado del fraccionamiento de la escuadra chilena, decidió atacar mediante un abordaje. 
A las 17:00 horas, Blanchet entró con sus buques al puerto. Era un espectáculo tremendo ver a un grupo de 4 buques, la "Edmond", el "Arequipeño", la "Confederación" y la "Santa Cruz", todos a quemarropa, enredados los 3 primeros por un breve momento, y después el segundo y el tercero haciendo un fuego infernal de cañón, de fusil, de granadas de mano, la gritería incesante, la cubierta inundada de sangre y ardiendo al mismo tiempo, con la pólvora derramada sobre ellas"
Entre las bajas de los corsarios estuvo el propio comandante Blanchet. Después de dos horas de intenso combate la Mejicana y el Perú se salen de la bahía, la Edmond haría lo mismo luego de desenredarse de la Santa Cruz. El Arequipeño, sin poder desenredarse de la Confederación fue abordado por los marinos chilenos. La división naval chilena tuvo solo 8 muertos y 8 heridos.
Después del Combate, los corsarios decidieron desarmar sus buques y navegar bajo bandera francesa hasta Guayaquil, alejándose de la guerra y dedicándose al comercio marítimo. 
Con la victoria chilena en Casma quedaban aseguradas las comunicaciones marítimas, y la libertad del ejército chileno de movilizarse por mar con el apoyo de la marina. 
La escuadra chilena se limitaría a bloquear el Callao, hasta que ocho días después del Combate Naval de Casma se produce la Batalla de Yungay, y la plaza del Callao capitularía el 6 de marzo dando por terminada las operaciones navales, y poniendo fin a la guerra.

### Contramarcha de Santa Cruz en el norte
Santa Cruz, alarmado por noticias sobre inminentes sublevaciones de Bolivia y el deseo de adelantarse al arribo de una división chilena de refuerzo, sale en persecución de Bulnes con tres divisiones, añadiendo una cuarta a principios de 1839. Santa Cruz se detuvo en Caraz, mientras sus adversarios se concentraron en el sector norte del Callejón de Huaylas, ocupando posiciones defensivas. 
El 4 de enero de 1839, se supo que el Ejército de Santa Cruz se dirigía hacia Recuay, llegando a este punto el 4 de enero.
El 5 de enero, buscando evitar un enfrentamiento donde la superioridad numérica del ejército de Santa Cruz fuese determinante, los restauradores marcharon hacia el norte, y se retiraron de Huaraz, mientras los confederados la ocupaban el mismo día 5 de enero. Lo mismo ocurría en Carhuaz. Con ello Santa Cruz apuró su avance y se produce el enfrentamiento en el puente sobre el Río Buin.

### Combate del puente del Río Buin
Comenzó la marcha de los primeros cuerpos del Ejército Restaurador hacia Yungay, mientras en Carhuaz todavía quedaba la última división. Cuando esta última fuerza comenzaba a moverse, se dio aviso de que el enemigo se hallaba como a media legua. Cuando Santa Cruz llegó a Carhuaz, decidió atacar y envió avanzadas para que amagaran a los últimos cuerpos del ejército enemigo. 
El 6 de enero de 1839 ocurre entonces el Combate del puente del río Buin, en un rústico puente que pasaba sobre el río Buin (el cual, a su vez, desemboca en el río Santa) ubicado en la ciudad de Tinco. EL combate culminó sin resultados concluyentes ni grandes consecuencias para el desarrollo del conflicto. Los restauradores prosiguieron su marcha rumbo al norte, mientras Santa Cruz continuó siguiéndolo hasta las inmediaciones de Yungay.
El 13 de enero el general Santa Cruz ocupó el pueblo de Yungay.
La noche del 19 de enero Santa Cruz envió al coronel Manuel Rodríguez Magariños para observar las acciones de los restauradores, pero Magariños mantiene una conversación con el líder restaurador Agustín Gamarra.

### Batalla de Yungay

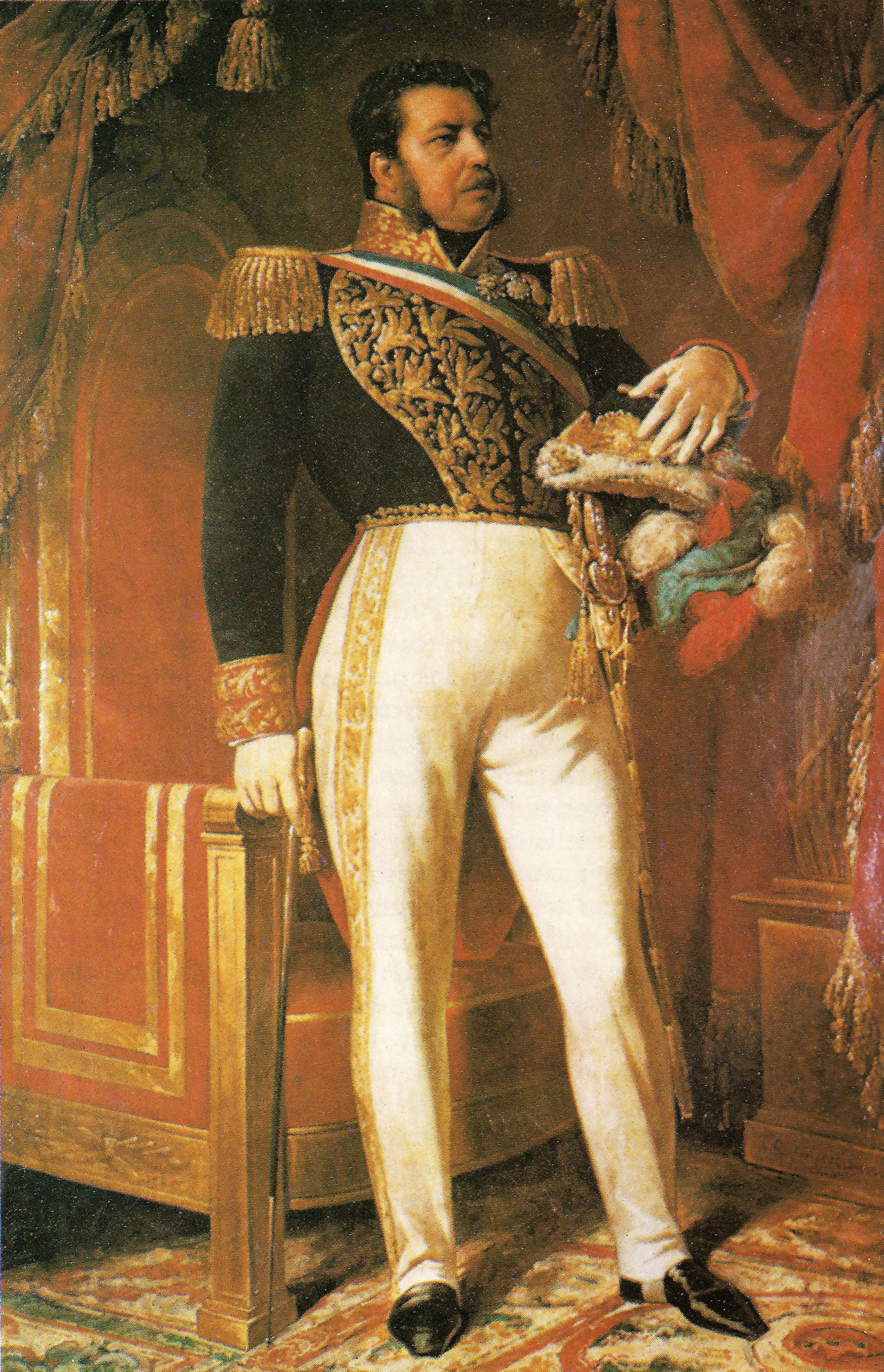
Manuel Bulnes, general chileno

Ver artículo principal: Batalla de Yungay
El ejército confederado había avanzado hasta situarse en Yungay, lugar en el que se produjo la Batalla de Yungay, el 20 de enero de 1839. 
En esta lid, las tropas de la Confederación esperaban resistir la ofensiva enemiga parapetadas en el cerro Pan de Azúcar y en la orilla meridional del río Ancash, y pese a lograr la desbandada de una parte del ejército Restaurador, finalmente una contraofensiva general dirigida por el general Ramón Castilla provocó la derrota Confederada. 
Una de las causas de la derrota de Santa Cruz, fue que los generales bolivianos Ballivian y Velasco, se habían amotinado junto con batallones bolivianos de reserva, abandonando el campo de batalla; también el coronel Guilarte que tenía al mando 700 soldados, había abandonado su posición sin realizar ningún disparo. Dijo Santa Cruz: "Una insigne traición estallada en los críticos momentos del combate ha sido desgraciado acontecimiento que nos priva hoy del triunfo".
La derrota significó la desintegración de la Confederación y el exilio de Santa Cruz en Guayaquil, Ecuador.
Después de la derrota que el ejército restaurador infringió a las tropas de Santa Cruz en Yungay, los soldados confederados dispersos retrocedieron hacia Lima. Un pequeño escuadrón comandado por el general Trinidad Morán logró escapar y pudo llegar a la Capital, donde se le dio el mando de la Fortaleza del Callao, con una guarnición de unos 1.600 hombres. Producida esta situación las tropas de Agustín Gamarra organizaronn e iniciaron el 8 de febrero el asedio de la plaza.
Una vez que ya no quedó más fuerza disidente en todo el Perú y Bolivia, Morán recibió el 4 de marzo de 1839 una intimación para su rendición, a la que éste accedió comprendiendo que la fidelidad de sus hombres no era muy convincente. Ofreció hacerlo el día 7, tras la firma de un convenio. Los acuartelados se sublevaron acusando a Moran de traición, dándose al saqueo antes de finalmente rendirse.
Gamarra prosiguió con su proyecto de unificación, y es así como sucede la Guerra entre Perú y Bolivia. La muerte de Gamarra en Ingaví en 1841, provocó la retirada de su ejército de Bolivia y permitió que las tropas bolivianas del general José Ballivián ocuparan el territorio peruano hasta Tarapacá. 
No obstante, al no contar los bolivianos con tropas suficientes para poder mantener una ocupación prolongada y tras sufrir varias derrotas, ambos contendientes se avinieron a firmar una paz en 1842, previa mediación del ministro plenipotenciario peruano José Antonio de Lavalle.

## Epílogo de la Guerra

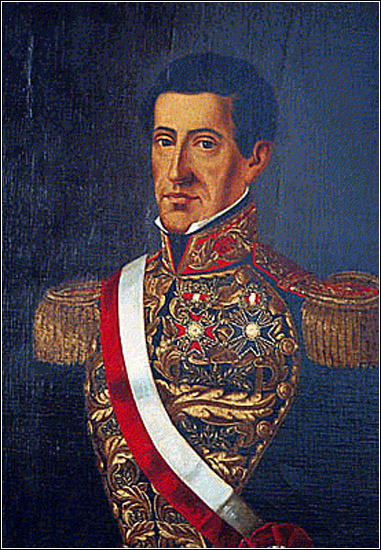
Agustín Gamarra, presidente Provisional del Perú

Santa Cruz fue derrocado por el general boliviano José Miguel de Velasco, quien lo traiciona en plena batalla de Yungay. 
El congreso reunido en Huancayo, el 15 de agosto de 1839, nombra presidente provisional del Perú a Gamarra. Bulnes fue nombrado Gran Mariscal de Ancash por el presidente Gamarra.
El gobierno del Perú pagó al gobierno de Chile la deuda contraída por el servicio prestado por el ejército chileno en la campaña restauradora, y condecoraciones del ejército del Perú.
El Ejército de Chile estaría acantonado en el Perú para evitar alzamientos contra el nuevo gobierno hasta el 19 de octubre de 1839, fecha en que las tropas se embarcaron rumbo a Chile.
En Bolivia, Velasco derroca a Santa Cruz, Ballivian se autoproclama presidente de Bolivia, pero no tiene éxito; Velasco asume como nuevo presidente de Bolivia. 
Velasco felicita a Bulnes por su victoria en Yungay, realiza devolución de territorios ocupados en Salta y Jujuy, y declara oficialmente la secesión de Bolivia de la Confederación Perú-Boliviana.
El triunfo de Yungay es recordado por el Ejército de Chile con el Himno de Yungay, y en el Perú con la creación del Departamento de Ancash (zona donde se realizó la Batalla de Yungay), reemplazando al antiguo Departamento de Huaylas.
La Batalla de Yungay no tiene en la memoria histórica del Perú la misma importancia que tiene en Chile. Mientras en Chile se la recuerda como un hito fundacional de la nación chilena, en el Perú no se conmemora oficialmente, ya que las guerras de la confederación se vivieron más como una guerra civil que como una guerra externa.
En la historiografía peruana hay quienes lamentan la derrota de la Confederación, porque se perdió la oportunidad que el Perú fuera un país reconciliado con sus raíces andinas. Hay quienes consideran que el invasor fue Bolivia, minimizando el papel de la intervención de Chile.
El Perú estaba profundamente dividido durante la época de la Confederación:
- La élite costeña que gobernaba el Perú desde Lima vio en el proyecto confederado una amenaza a su alianza económica con Chile.
- Las elites costeñas de Lima y el norte del Perú veían con agrado el apoyo de Chile.
- Las élites de la sierra y costa sur peruana, vinculadas cultural y económicamente con el Alto Perú desde la colonia, en que el proyecto de la Confederación Perú-Boliviana era respaldado.

La historiografía boliviana recuerda la Confederación Perú-Boliviana como una época de máximo apogeo.
La historiografía argentina sostiene que la guerra fue un empate (hasta una victoria militar dado las victorias que se dieron a finales de la guerra), dado que las operaciones militares lograron, con dificultades, liberar Jujuy y Salta que habían sido invadidas, pero no pudieron reincorporar Tarija, al tener que enfrentar tropas más numerosas y mejor dirigidas (el alemán Otto Philip Braun). Sin embargo, logró evitar que la Confederación se apoderara de las provincias del norte argentino, al mismo tiempo que la Confederación Argentina enfrentaba el Bloqueo francés al Río de la Plata.
La historiografía boliviana sostiene que se trató de una victoria militar, dado que al declarar la guerra la Confederación Argentina, y fracasar en su ofensiva sobre territorio considerado boliviano, estratégicamente triunfó ya que además sostenía una guerra de dos frentes. La victoria en la Batalla de Montenegro tiene una especial significación en Bolivia, con gran reconocimiento al general Braun.

## Combates y batallas
En la tabla que se detalla a continuación, se nombran los combates y batallas librados durante esta guerra.
| Nombre                             | Fecha                     | Lugar                                  | Beligerantes                                       | Beligerantes               | Resultado |
| ---------------------------------- | ------------------------- | -------------------------------------- | -------------------------------------------------- | -------------------------- | --- |
| Combate de la Isla San Lorenzo     | 5 de febrero de 1837      | Isla San Lorenzo                       | Confederación Perú-Boliviana                       | Ejército Unido Restaurador | - Sin resultados concluyentes. |
| Combate de Humahuaca               | 12 de septiembre de 1837  | Humahuaca                              | Confederación Perú-Boliviana                       | Confederación Argentina    | - Victoria confederada argentina. - Retirada de Braun hacia Santa Bárbara |
| Combate de Santa Bárbara           | 13 de septiembre de 1837  | Santa Bárbara                          | Confederación Perú-Boliviana                       | Confederación Argentina    | - Victoria confederada argentina. - Retirada de Braun hacia territorio boliviano - Fin de la ofensiva en Salta |
| Toma de las islas Juan Fernández   | 14 de noviembre de 1837   | Islas Juan Fernández                   | Confederación Perú-Boliviana                       | Ejército Unido Restaurador | - Victoria Confederada. |
| Combate de Vicuñay                 | 11 de diciembre de 1837   |                                        | Confederación Perú-Boliviana                       | Confederación Argentina    | - Victoria confederada argentina. |
| Combate del Rincón de las Casillas | 2 de enero de 1838        |                                        | Confederación Perú-Boliviana                       | Confederación Argentina    | - Victoria confederada argentina. |
| Combate naval de Islay             | 12 y 13 de enero de 1838  | Islay                                  | Confederación Perú-Boliviana                       | Ejército Unido Restaurador | - Victoria Confederada. |
| Combate de la laguna Acambuco      | 27 de abril de 1838       | Laguna Acambuco, localidad de Carapari | Confederación Perú-Boliviana                       | Confederación Argentina    | - Victoria confederada argentina. - 10 prisioneros bolivianos |
| Combate de Zapatera                | 3 de junio de 1838        | Zapatera, Jujuy                        | Confederación Perú-Boliviana                       | Confederación Argentina    | - Victoria confederada argentina. |
| Combate de San Diego               | 8 de junio de 1838        |                                        | Confederación Perú-Boliviana                       | Confederación Argentina    | - Victoria confederada argentina. |
| Combate de El Pajonal              | 9 de junio de 1838        | El Pajonal                             | Confederación Perú-Boliviana                       | Confederación Argentina    | - Victoria confederada argentina. - Lo argentinos no logran cortar la retirada boliviana. |
| Combate de Iruya                   | 11 de junio de 1838       | Iruya                                  | Confederación Perú-Boliviana                       | Confederación Argentina    | - Victoria confederada peruano-boliviana. |
| Combate de Montenegro              | 24 de junio de 1838       | Serranías de Montenegro                | Confederación Perú-Boliviana                       | Confederación Argentina    | - Victoria confederada peruano-boliviana. - Ocupación de la Puna de Jujuy, y otros territorios pertenecientes a la provincia de Salta. - Retirada del Ejército Argentino hacia Tucumán, manteniéndose desde entonces solo en poseción defensiva. |
| Batalla de Portada de Guías        | 21 de agosto de 1838      |                                        | República Peruana del Norte                        | Ejército Unido Restaurador | - Victoria Restauradora. |
| Combate de Matucana                | 18 de septiembre de 1838  |                                        | Confederación Perú-Boliviana                       | Ejército Unido Restaurador | - Victoria Restauradora. |
| Combate naval del Callao           | 24 de noviembre de 1838   |                                        | Confederación Perú-Boliviana                       | Ejército Unido Restaurador | - Tacticamente inconcluso. - Victoria estratégica confederada. - El bloqueo del Callao es levantado. |
| Combate del puente del río Buin    | 6 de enero de 1839        |                                        | Confederación Perú-Boliviana                       | Ejército Unido Restaurador | - Indeciso. |
| Combate naval de Casma             | 10 de enero de 1839       |                                        | Confederación Perú-Boliviana                       | Ejército Unido Restaurador | - Victoria restauradora. - La armada chilena obtiene el dominio definitivo del mar por el resto de la guerra. |
| Batalla de Yungay                  | 20 de enero de 1839       |                                        | Confederación Perú-Boliviana                       | Ejército Unido Restaurador | - Victoria decisiva del Ejército Unido Restaurador |
| Guerra de Iquicha                  | Marzo a novimebre de 1839 |                                        | Confederación Perú-Boliviana - Milicias de Iquicha | Ejército Unido Restaurador | - Tratado de paz |